# Morte di Osama bin Laden

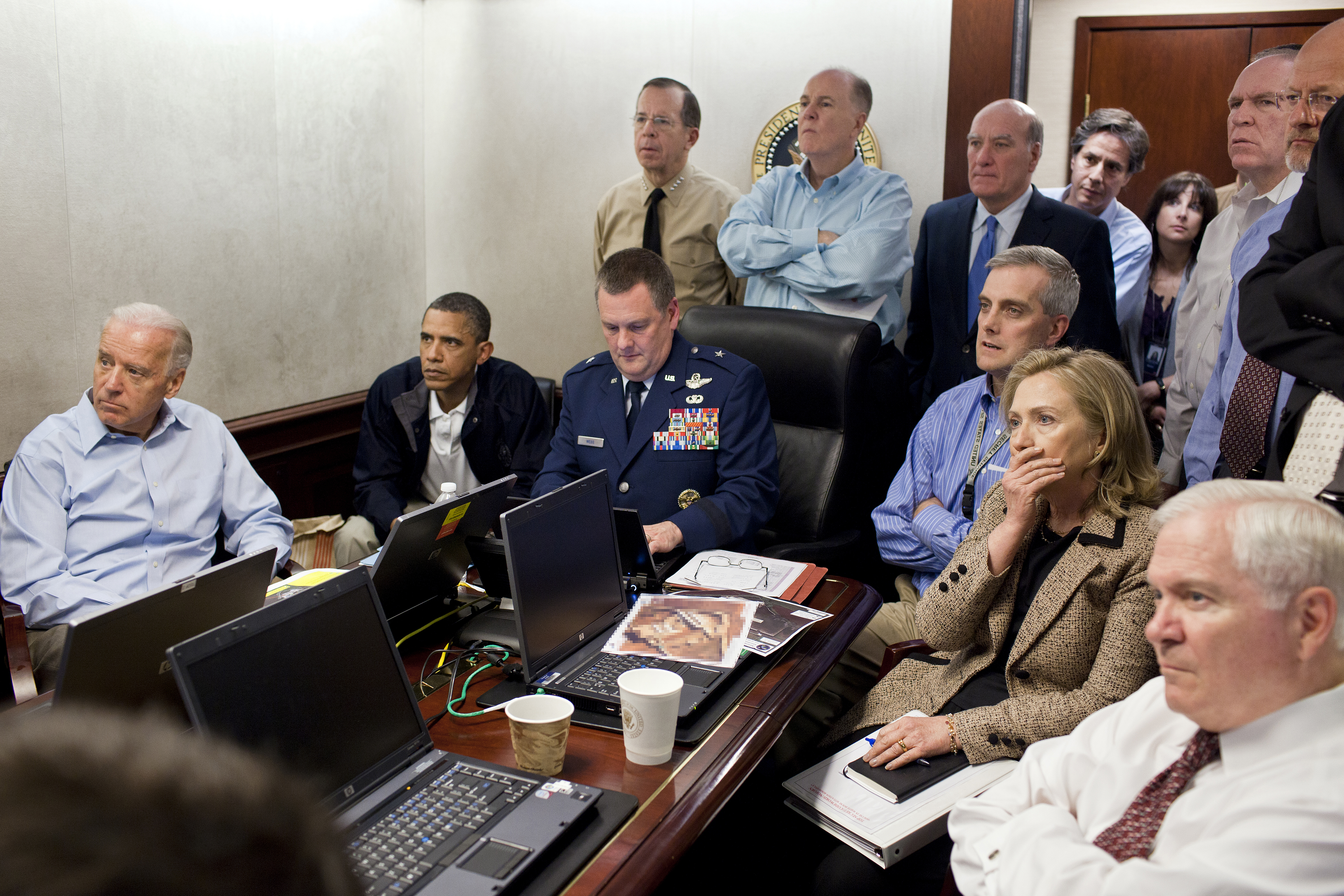
1º maggio 2011. La squadra di sicurezza nazionale degli Stati Uniti riunita nella Situation Room della Casa Bianca sta seguendo l'andamento dell'operazione militare (fotografia di Pete Souza)

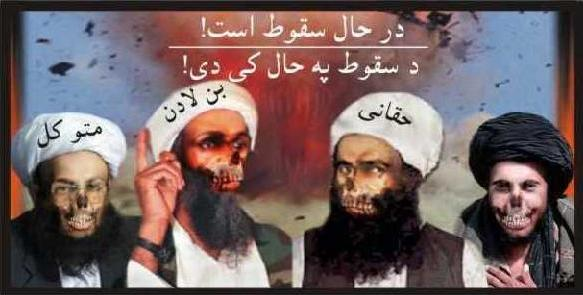
Manifesto USA di guerra psicologica utilizzato contro bin Laden in Afghanistan. Da sinistra a destra, sui turbanti, c'è scritto "Mutawakkil", "bin Lāden" e "Hāqqanī", in riferimento a Wakil Ahmed Mutawakkil, al fondatore di Al Qaida, e probabilmente a Jalaluddin Haqqani (1950-), il massimo responsabile della Rete Haqqani, il network fondamentalista che opera in Pakistan e Afghanistan

La morte di Osama bin Laden avvenne il 2 maggio 2011 nel corso della cosiddetta Operation Neptune Spear, un'azione militare condotta dai Navy SEAL nell'ambito della guerra al terrorismo.
L'operazione è erroneamente nota anche come Operazione Geronimo o ancora Abbottabad Operation per la stampa pakistana.
Tale operazione, preceduta da vasti preparativi di intelligence, è culminata il 2 maggio 2011, quando è stato annunciato al mondo che forze speciali USA, nei pressi di Abbottabad (Pakistan), erano riuscite a trovare ed uccidere il cosiddetto "sceicco del terrore". Autorizzata dal presidente degli Stati Uniti d'America Barack Obama, l'iniziativa è stata materialmente realizzata da componenti del Navy SEAL inquadrati nell'United States Naval Special Warfare Development Group (comunemente conosciuto anche come DEVGRU o SEAL Team Six (ST6), suo vecchio nome) e da agenti della Special Activities Division della CIA. La direzione tattica era stata affidata al Joint Special Operations Command, in coordinazione con agenti della CIA. L'incursione prese le mosse da una località afgana di confine.
La morte di bin Laden, leader dell'organizzazione terroristica al-Qāʿida, venne accolta favorevolmente dall'opinione pubblica americana, e salutata da Ban Ki-moon, Segretario generale delle Nazioni Unite, NATO, Unione europea e un gran numero di paesi come un positivo e rilevante punto di svolta della sicurezza globale e della lotta al terrorismo. In controtendenza Ismāʿīl Haniyeh, capo di Hamās nella Striscia di Gaza, ebbe a dichiarare: "Condanniamo l'assassinio di un combattente arabo e musulmano".
Il governo pakistano fu criticato per non aver rilevato che il pericoloso terrorista abitava indisturbato in un vistoso complesso edilizio in una delle principali città del paese, prossima all'accademia militare più importante e a cinquanta chilometri dalla capitale Islamabad. Le autorità locali negarono di aver saputo di ospitare bin Laden, e respinsero fermamente le insinuazioni di una loro complicità con il ricercato.

## Localizzazione di bin Laden

### Identità del suo corriere
L'identificazione di corrieri di al-Qāʿida fu immediatamente una priorità per gli investigatori della CIA nei black sites e nel campo di prigionia di Guantánamo, perché era opinione diffusa che Bin Laden occultasse i propri legami con i seguaci di ogni livello facendo elettivamente ricorso, per l'appunto, a corrieri.
Dal 2002 negli interrogatori erano emerse voci non verificabili circa un corriere di al-Qāʿida dal nome di battaglia Abu Ahmad al-Kuwayti (talora indicato anche come shaykh Abū Ahmed, del Kuwait). Nel 2003, Khalid Shaykh Muhammad, supposto capo delle operazioni di al-Qāʿida, rivelò sotto interrogatorio di conoscere al-Kuwayti, ma smentendo che egli fosse attivo in al-Qāʿida.
Nel 2004, un prigioniero di nome Hassan Ghul, riferì a chi lo interrogava che al-Kuwayti era vicino a Bin Laden, oltre che a Khalid Shaykh Muhammad e al successore di quest'ultimo, Abu Faraj al-Libi. Ghul rammentò altresì che al-Kuwayti non si era visto in alcune circostanze, il che fece sorgere nelle autorità americane il sospetto che stesse viaggiando con Bin Laden. Posto a confronto con la versione di Ghul, Khalid Shaykh Muhammad ribadì comunque la propria (benché i due racconti, all'evidenza, fossero vicendevolmente incompatibili). Abu Faraj al-Libi fu catturato nel 2005 e trasferito a Guantánamo il settembre dell'anno successivo. Confessò agli inquisitori CIA che il corriere di Bin Laden era un uomo chiamato Maulawi ʿAbd al-Khaliq Jan e negò di conoscere al-Kuwayti. Proprio poiché tanto Muhammad quanto al-Libi avevano sminuito l'importanza di al-Kuwayti, i vertici USA ipotizzarono che egli facesse parte della cerchia più ristretta di Bin Laden.
Nel 2007 gli investigatori appresero il vero nome di al-Kuwayti, ma in seguito non rivelarono tale conoscenza, né il modo in cui l'avessero ottenuta. Dato che il nome di Maulawi ʿAbd al-Khāliq compare nell'esame del detenuto di JTF-GTMO (Joint Task Force Guantanamo) relativo ad Abū Faraj al-Lībī diffuso da WikiLeaks il 24 aprile 2011, si suppose che l'assalto USA al complesso di Abbottabad fosse stato anticipato per motivi precauzionali. La CIA non trovò mai qualcuno che si chiamasse Maulawi Jan, e concluse che al-Lībī se lo fosse inventato.
Un'intercettazione del 2010 nei confronti di un altro sospetto catturò una conversazione con al-Kuwayti. La CIA localizzò al-Kuwayti nell'agosto 2010, e lo sorvegliò per farsi condurre all'ormai noto complesso residenziale di Abbottabad. Il corriere e un suo parente (fratello o cugino) furono uccisi nell'agguato del 2 maggio 2011. Successivamente alcune persone del luogo riconobbero gli uomini come due pashtun chiamati Arshad e Tareq Khan. Arshad Khan era in possesso di una vecchia carta d'identità pakistana non informatizzata, che attestava la sua provenienza da Khat Kuruna, un villaggio presso Charsadda, Pakistan nord occidentale. Le autorità pakistane non hanno trovato alcun riscontro di un Arshad Khan in quell'area, e sospettano che gli uomini vivessero con false generalità.

### Il complesso di Bin Laden

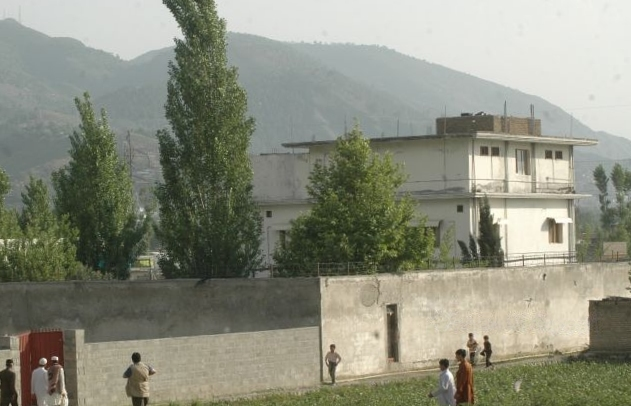
Il noto edificio, ripreso dal piano campagna

La CIA usò foto da sistemi di sorveglianza (satelliti e aerei spia) e rapporti dell'intelligence per determinare le identità di chi abitava il complesso di Abbottābād cui era diretto il corriere. Nel settembre 2010, la CIA concluse che il complesso era costruito specificamente per nascondere qualcuno di importante, molto probabilmente Bin Laden. Le autorità azzardarono che ci vivesse con la sua moglie più giovane.
Analizzando le mappe di Google Earth risulta che il complesso fosse assente nel 2001 ma al contrario esistesse nelle immagini acquisite nel 2005. Costruito nel 2004, il complesso di tre piani fuori terra sorge al termine di una strada stretta e polverosa, 4 km a nord-est del centro di Abbottabad. Abbottābād dista circa 160 km dal confine afghano, sul lato estremo orientale del Pakistan (circa 32 km dall'India). Il complesso si trova ad 1,3 km a sud ovest della Pakistan Military Academy (PMA), un'illustre accademia militare che è stata paragonata a West Point in America e a Sandhurst nel Regno Unito. Piazzato su un lotto di terreno otto volte più grande di quello delle case circostanti, è circondato da un solido muro alto da 3,7 a 5,5 m coronato da filo spinato. La costruzione prevede due cancelli di sicurezza, e la terrazza all'ultimo piano — contro gli sguardi indiscreti — è munita di un muro che quota 2,1 m; quanto basta per celare bin Laden, alto 1,93 m.
Al tempo del colpo di mano, il fabbricato non aveva connessione internet né telefonica, e le persone che lo abitavano bruciavano i propri rifiuti, a differenza di quanto praticato dal vicinato, che esponeva la spazzatura in attesa del servizio di raccolta. La gente del posto lo chiamava l'Haveli del Waziristan, perché si credeva che il proprietario fosse appunto del Waziristan.

### Raccolta di informazioni

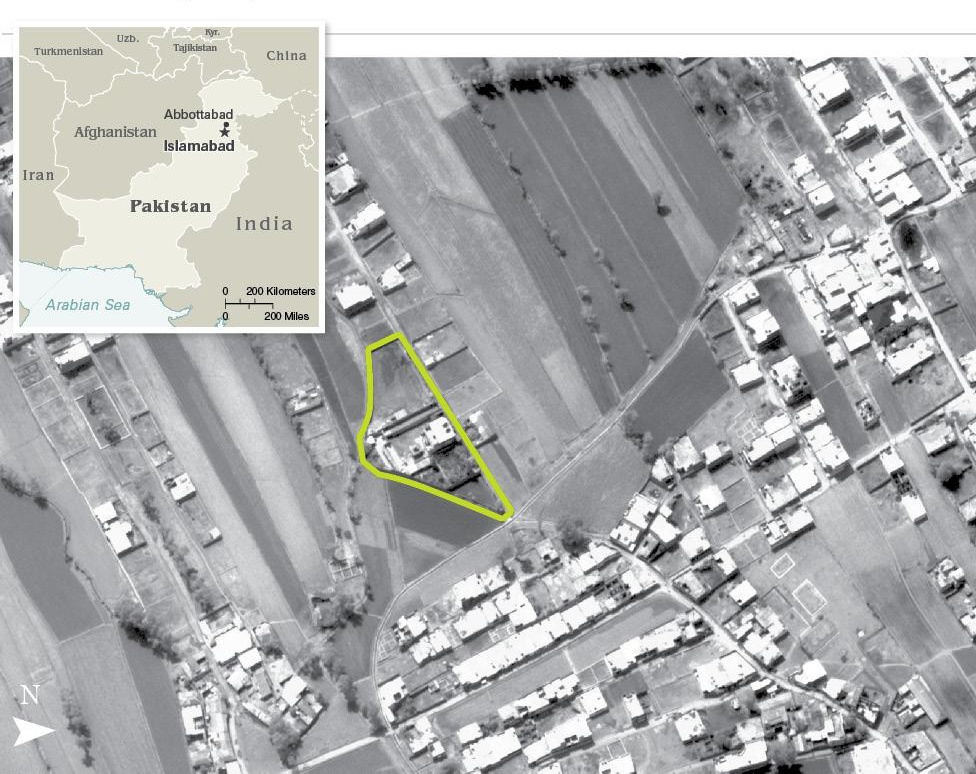
Foto aerea CIA del complesso, visto da est

La raccolta di informazioni e la sorveglianza sul complesso fu condotta dalla "CIA, [che] guidò l'operazione, e dalla National Security Agency, vi ebbero importanti ruoli la National Geospatial-Intelligence Agency (NGA), l'ODNI [Office of the Director of National Intelligence] e il Defense Department." Secondo il Washington Post, “lo sforzo per la raccolta d'informazioni fu talmente ampio e dispendioso che la CIA andò al Congresso nel dicembre 2010 per rassicurare quell'organo sul fatto che per finanziarlo sarebbero state riallocate decine di milioni di dollari in seno a svariati bilanci dell'agenzia, a detta di autorità USA.“
La CIA costituì un covo operativo ad Abbottabad, consentendo a una squadra di osservare il complesso per diversi mesi. Tale squadra utilizzò informatori e altre tecniche per raccogliere dati sull'obiettivo teorico dell'attacco. Il covo CIA fu abbandonato immediatamente dopo la morte del ricercato. La National Geospatial-Intelligence Agency cooperò con il Joint Special Operations Command nella creazione di simulatori di missione per i piloti e analizzò i dati rilevati dagli aeromobili a pilotaggio remoto RQ-170 prima, durante e dopo l'incursione sul complesso.
La NGA creò anche un modello tridimensionale della casa, e appurò il numero, la statura e il genere di chi viveva nel complesso.
Anche la conformazione del fabbricato può aver contribuito al successo dell'indagine. Un ex dirigente CIA interessato alla caccia all'uomo ha riferito a The Washington Post: "Il sito era di tre piani fuori terra, e si poteva osservare da un sacco di angolazioni."
La CIA usò un procedimento chiamato "red teaming" sulle informazioni raccolte per rivedere indipendentemente le prove circostanziali e i dati disponibili sulla loro ipotesi che bin Laden si nascondesse nel complesso di Abbottabad. Un esponente dell'amministrazione disse: "Abbiamo fatto esercitazioni con la red team e altre forme di analisi per verificare il nostro lavoro. Nessun altro candidato [occupante] era credibile quanto bin Laden.“ Questo era necessario perché "Malgrado ciò che le autorità hanno descritto come uno sforzo di raccolta straordinariamente concentrato quale preludio all'operazione, nessuna agenzia di intelligence americana era stata in grado di scattare una foto di bin Laden nel complesso prima del raid, o neppure di registrare la voce del misterioso uomo la cui famiglia occupava i due piani alti della struttura."

#### Tecniche avanzate di interrogatorio

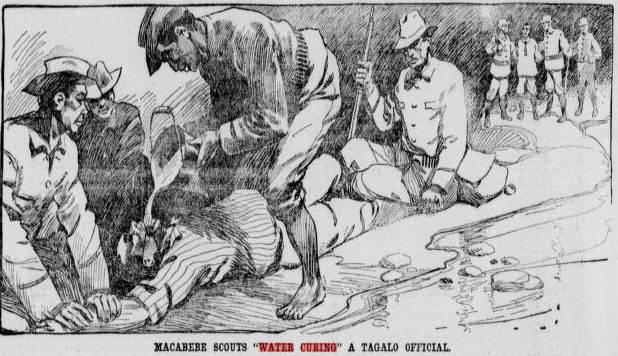
Il waterboarding praticato da ausiliari filippini dell'esercito americano (Macabebe Scouts) nel corso della guerra ispano-americana

Gli inquisitori militari che conoscono le fonti delle informazioni negano che l'"interrogatorio avanzato" sia stato decisivo per scovare ed eliminare Osama bin Laden. Un gruppo di costoro, in particolare - in contrasto con la pretesa di Rumsfeld (Segretario alla Difesa nell'amministrazione Bush) che l'"interrogatorio avanzato" avesse ottenuto la pista per incastrare bin Laden - asserirono che l'informazione chiave, un soprannome del corriere, non fosse trapelata "durante la tortura, ma piuttosto parecchi mesi dopo, quando [i detenuti] vennero escussi da esaminatori che non facevano ricorso a tecniche illecite."
Il senatore John McCain, citando il direttore della CIA Leon Panetta, ha bollato come falsa la diceria secondo cui il waterboarding avrebbe procurato l'informazione per trovare bin Laden; tutte le piste utili, secondo McCain erano state "ottenute attraverso mezzi ordinari, non estorsivi." La CIA procurò al Washington Post una lettera del direttore Panetta indirizzata a McCain che confermava l'inutilità delle tecniche avanzate di interrogatorio, che anzi potrebbero perfino aver ostacolato la ricerca di bin Laden mediante la produzione di notizie false durante gli interrogatori. In tale lettera Panetta scriveva a McCain che
apprendemmo per la prima volta il nome di battaglia del fiancheggiatore/corriere da un prigioniero della CIA nel 2002. È anche importante notare che alcuni detenuti che erano stati sottoposti a tecniche avanzate di interrogatorio avevano tentato di rilasciare informazioni false o fuorvianti sul fiancheggiatore/corriere. Questi tentativi di travisare il ruolo del fiancheggiatore/corriere erano allarmanti. In definitiva, nessun prigioniero in mano alla CIA rivelò il vero nome completo o dettagli specifici del fiancheggiatore/corriere. Questa informazione fu scoperta con altri mezzi di intelligence.

## OperazioneNeptune Spear

### Obiettivo
La Associated Press ha riportato le dichiarazioni di due esponenti di vertice americani, secondo cui si è trattato di "una missione uccidi-o-cattura, dato che gli USA non uccidono persone disarmate che cercano di arrendersi", ma anche "era chiaro dal principio che chiunque fosse dietro quelle mura non aveva alcuna intenzione di arrendersi". Il consigliere della Casa Bianca per l'antiterrorismo John O. Brennan ha dichiarato dopo il raid: "Se avessimo avuto l'opportunità di prendere bin Laden vivo, se lui non avesse rappresentato alcuna minaccia, i protagonisti dell'azione sarebbero stati in grado e pronti a farlo." Il direttore della CIA Leon Panetta ha dichiarato a PBS NewsHour "C'era la facoltà di uccidere bin Laden… Ovviamente nel quadro di regole di ingaggio, se davvero avesse alzato le mani, arrendendosi senza neppure dare l'impressione di costituire una minaccia, allora il loro compito era catturarlo. Ma avevano piena facoltà di ucciderlo."
Tuttavia, un esponente di rilievo della sicurezza nazionale statunitense, rimasto anonimo, ha riferito alla Reuters che "'questa era un'operazione di morte', rendendo evidente che non si desiderava affatto catturare vivo bin Laden in Pakistan". Un'altra fonte, a conforto della tesi che l'ordine fosse kill ("uccidete") e non capture ("catturate") afferma, "La dirigenza ha descritto la reazione degli operatori speciali quando molte settimane prima furono informati di essere stati scelti per addestrarsi alla missione. 'Fu detto loro, "Pensiamo di aver trovato bin Laden, e il vostro lavoro è ucciderlo",' ricordò uno dei capi. I SEALs cominciarono a esultare".

### Pianificazione

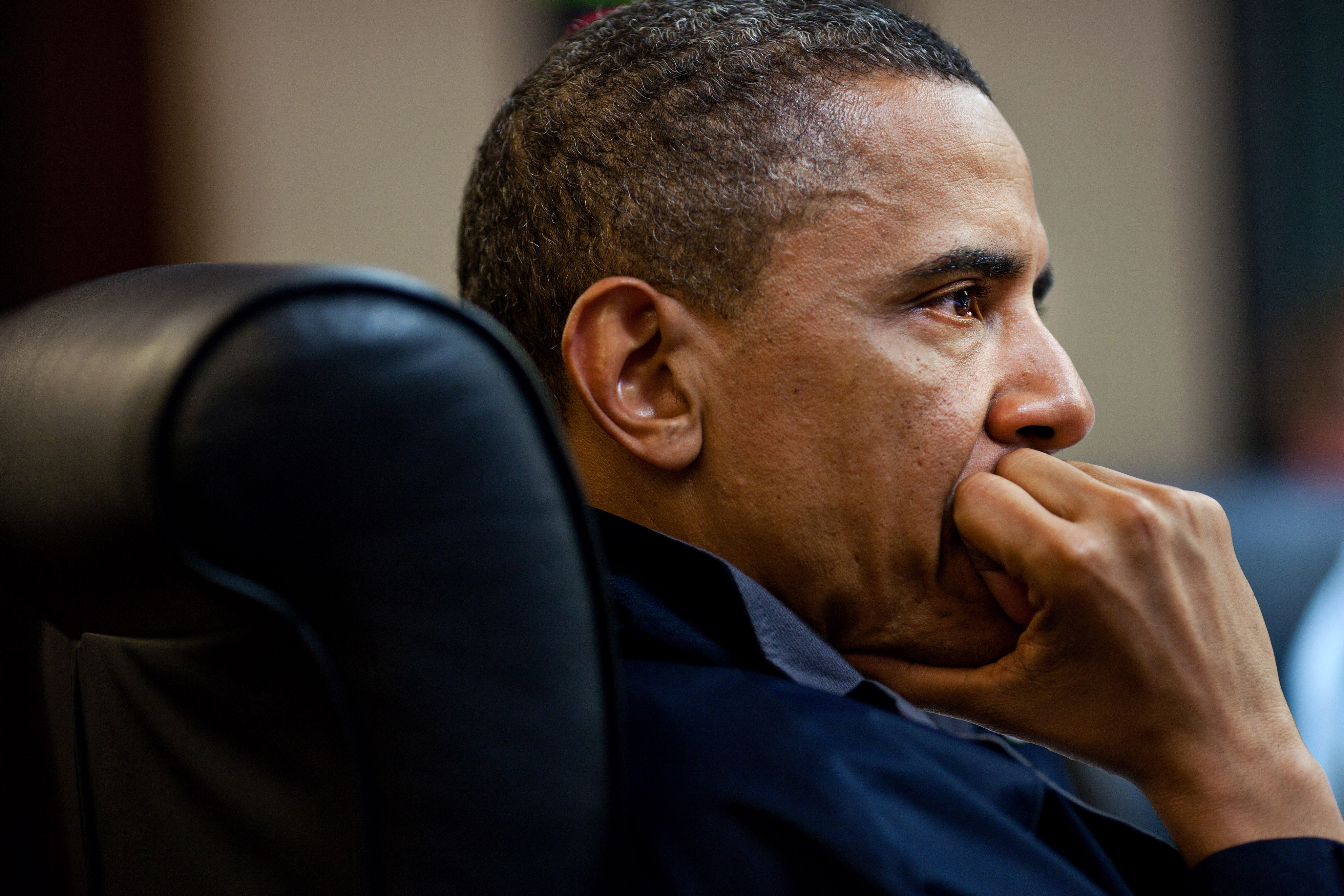
Il presidente Obama nella "situation room" della Casa Bianca alla vigilia dell'operazione. Foto di Pete Souza

Dopo un'imponente opera investigativa focalizzata sul complesso pakistano visitato dal corriere, iniziatasi nel settembre 2010, il successivo 14 marzo il presidente Obama riunì i suoi consiglieri per la sicurezza nazionale per redigere un piano d'azione. Si incontrarono quattro volte (29 marzo; 12, 19 e 28 aprile) nelle sei settimane precedenti il raid. Il 29 marzo Obama discusse personalmente il piano con il viceammiraglio William H. McRaven, comandante dello U.S. Joint Special Operations Command. Al presidente fu offerto "un ampio e ramificato spettro di possibili azioni" e la scelta fu "vagliata e definita nel corso di alcune settimane successive".
Il primo approccio considerato dai vertici americani fu bombardare la casa impiegando velivoli stealth B-2 Spirit, in grado di sganciare 32 bombe JDAM da 907 kg (2 000 libbre) ciascuno. Obama respinse l'ipotesi, optando per un'incursione che avrebbe dato la definitiva prova che bin Laden fosse lì dentro, limitando al contempo le vittime civili.
Un'altra modalità operativa suggerita dal JSOC fu un "colpo di mano in collaborazione con operativi dell'intelligence pakistana, che sarebbero stati edotti della missione qualche ora prima del lancio". Impiegare RPAS non era apparentemente un approccio praticabile, sia per la limitata potenza di fuoco di tali mezzi, sia perché il complesso era posto "nella zona di controllo aereo pakistano per la capitale nazionale". L'operazione guidata dai commando richiedeva tuttavia un'abbondante preparazione e addestramento per cogliere gli obiettivi della missione, la quale "prestava maggiori possibilità per fughe di notizie nei mesi successivi, bruciando la missione e spingendo bin Laden a nascondersi molto più accuratamente".
Alcuni membri del Red Squadron ("squadrone rosso") del Naval Special Warfare Development Group di Dam Neck cominciarono ad addestrarsi per il raid (il cui obiettivo non era stato loro esposto) dopo l'incontro di sicurezza nazionale del 22 marzo, "eseguendo simulazioni presso strutture addestrative su ambedue le coste americane, preparate in modo da ricordare il complesso". Con il progredire del piano, in aprile, i DEVGRU SEALs cominciarono esercitazioni più specifiche su una replica da 4 000 m² dell'Haveli del Waziristan costruito dentro Camp Alpha, una zona ad accesso limitato dentro all'aeroporto di Bagram, Afghanistan.
Alle ore 8.20 del 29 aprile 2011, Obama si riunì con Brennan, Thomas E. Donilon e altri consiglieri per la sicurezza nazionale nella Diplomatic Reception Room impartendo l'ordine finale per l'attacco di Abbottabad.
L'azione, deliberata per il giorno successivo, fu però rinviata alla successiva notte del 1º maggio per la densa copertura nuvolosa in atto.

### Esecuzione dell'operazione

#### Avvicinamento e irruzione

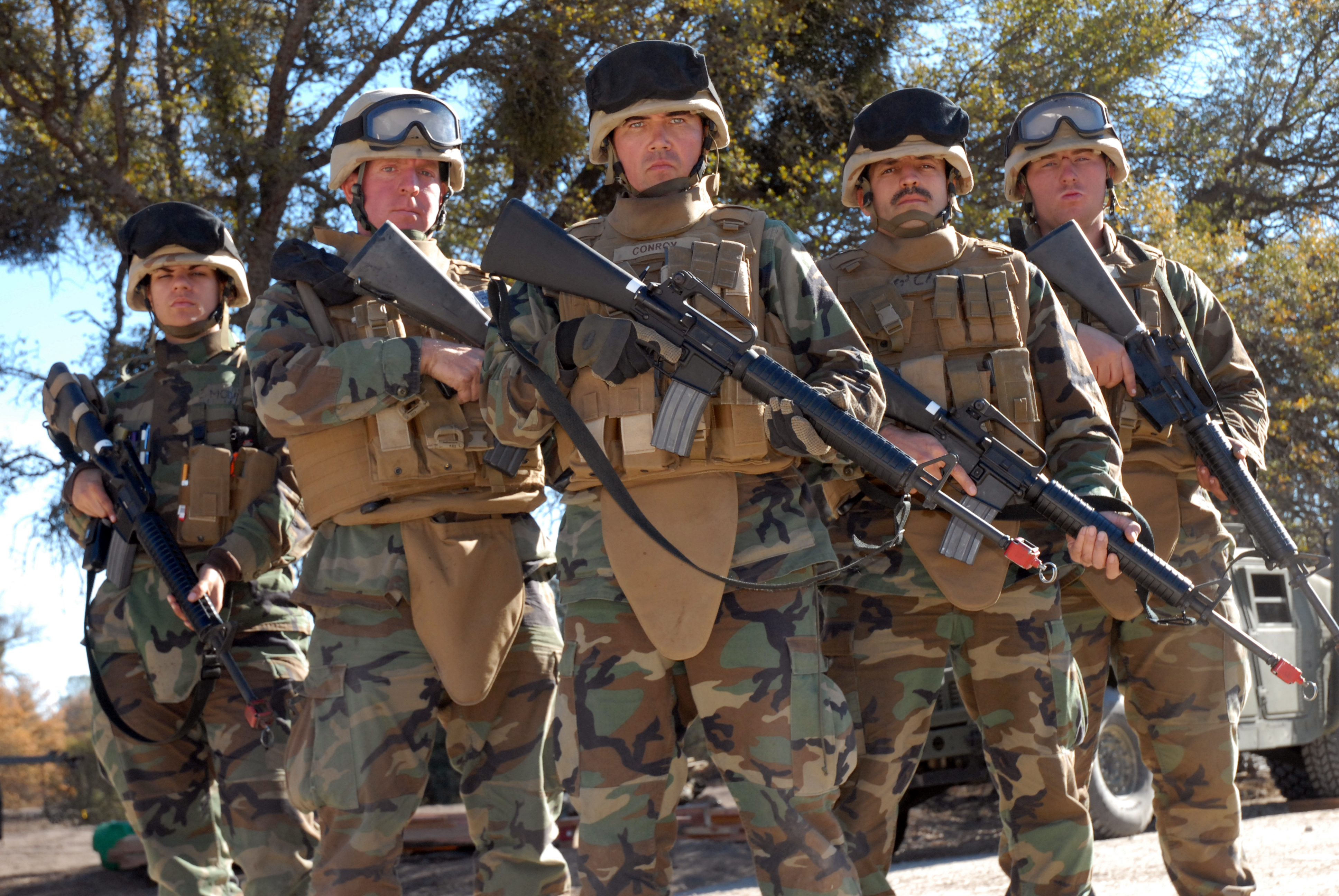
2007, Fort Hunter Liggett (California). Partecipanti a un'esercitazione della U.S. Navy, con indosso capi speciali per la protezione balistica

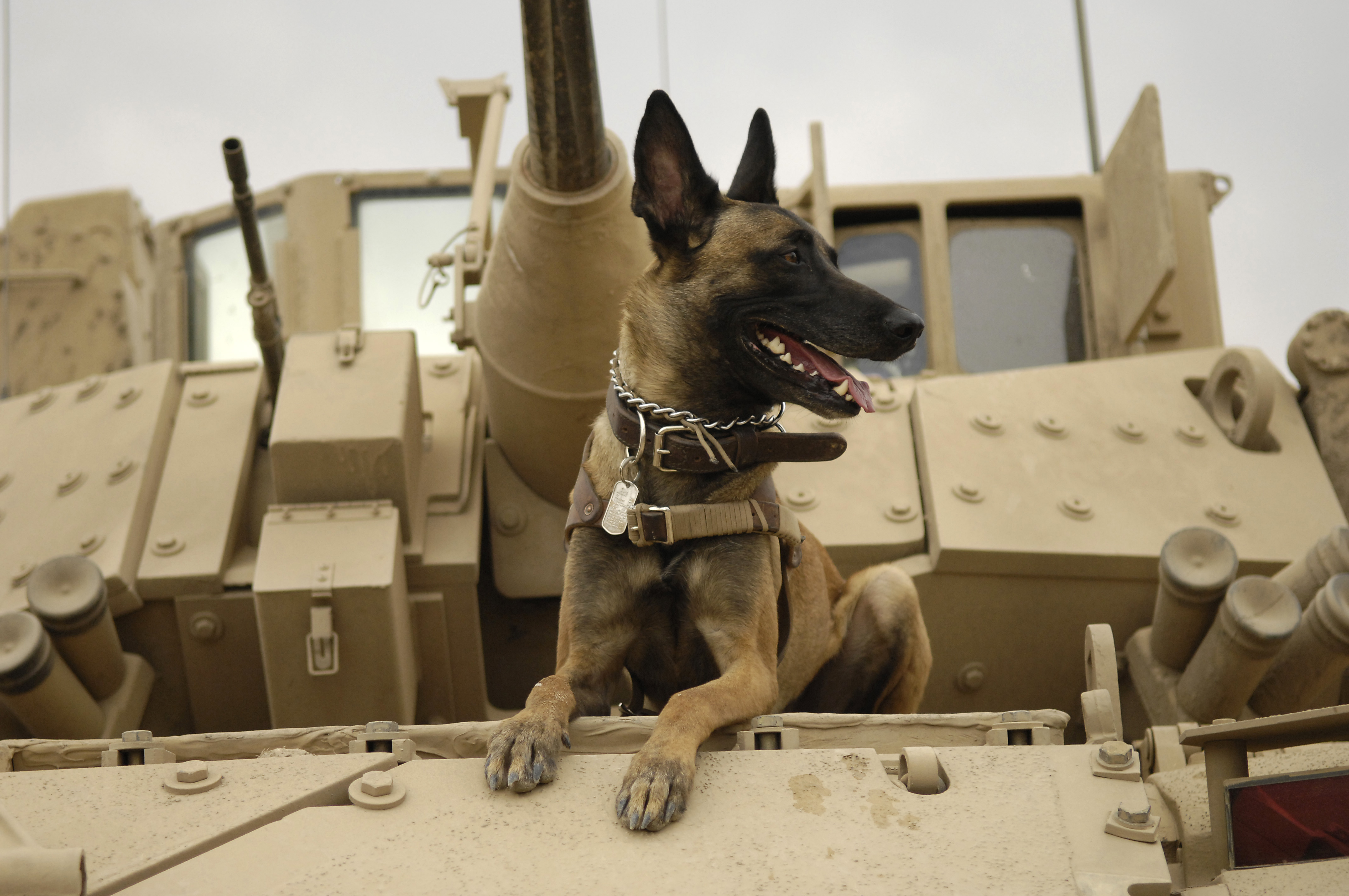
Iraq, febbraio 2007. Un pastore belga Malinois su un IFV M2A3 Bradley

Dopo l'autorizzazione di Obama, il direttore Panetta diede l'ordine di inizio a mezzogiorno del primo maggio.

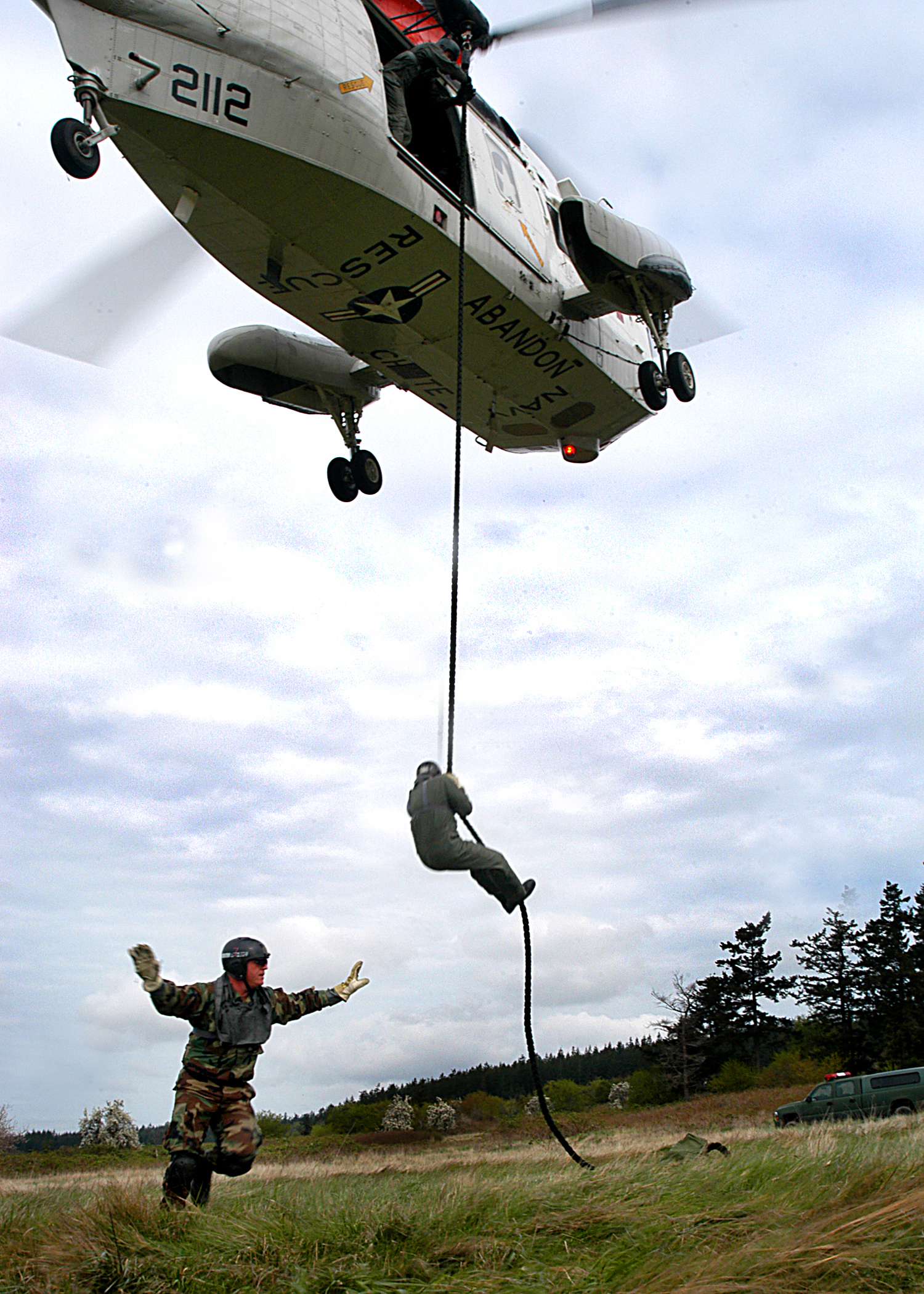
Oak Harbor, 2004. Impiego del fast-rope in un'esercitazione militare

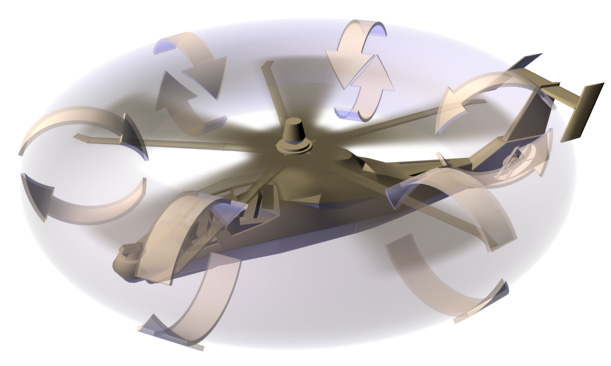
Rappresentazione grafica della circolazione dei flussi d'aria attorno al rotore di un elicottero (RAH-66 Comanche)

Il blitz fu eseguito da 24 Navy SEALs elitrasportati appartenenti allo United States Naval Special Warfare Development Group (DEVGRU) del Joint Special Operations Command, che per ragioni legali furono momentaneamente posti sotto il controllo della CIA e di operativi paramilitari di quella stessa agenzia, giunti in Pakistan dal vicino Afghanistan. Secondo The New York Times, furono impiegati nell'attacco un totale di "79 operativi del DEVGRU e della CIA e un cane". Il cane era un pastore belga Malinois chiamato Cairo, i cui compiti non sono del tutto chiari, forse addestrato per la scoperta di esplosivi, oppure specializzato nel perseguimento di tracce. Secondo un resoconto dei fatti, il cane era preposto a seguire "chiunque tentasse di fuggire e a mettere in allerta i SEALs in ogni caso di avvicinamento delle forze di sicurezza pakistane". Oltre agli incursori veri e propri, la missione fu appoggiata da un interprete, il conduttore del cane, piloti di elicottero, "addetti alla segnalazione tattica, alla raccolta di informazioni e da navigatori muniti di segretissimi visori iperspettrali".
I SEALs penetrarono in Pakistan a bordo di elicotteri Black Hawk decollati da una base intermedia a Jalalabad, e con base di origine presso l'aeroporto di Bagram. Erano dotati di fucili d'assalto HK416, (muniti di silenziatore) visori notturni e pistole.
Il 160th Special Operations Aviation Regiment (SOAR), un'unità dell'aviazione dell'esercito in forza allo United States Army Special Operations Command nota anche con il nome Night Stalkers, fornì i due elicotteri Black Hawk modificati, e due Chinook di rincalzo.
I Black Hawk potrebbero essere stati di inedito tipo "stealth", ossia (rispetto ai modelli tradizionali) in grado di volare più silenziosamente e anche più difficili da scoprire con il radar.
I Chinook, che furono mantenuti in attesa a terra "in un'area deserta grosso modo a due terzi del percorso" tra Jalalabad e Abbottabad, ospitavano due squadre SEAL supplementari consistenti di circa 24 operatori DEVGRU.
Gli elicotteri del 160th SOAR godevano altresì della scorta di una quantità di aeromobili vari, tra cui caccia e aerei senza pilota. Secondo la CNN, "l'USAF teneva pure a disposizione un'intera squadra di elicotteri da ricerca e salvataggio". A causa del peso derivante dall'equipaggiamento "stealth" aggiunto sui Black Hawk, il loro carico fu calcolato al grammo, anche considerando le condizioni meteorologiche.
Si scelse di compiere l'azione in un momento di scarso chiaro di luna, in modo tale che gli elicotteri poterono entrare in Pakistan "bassi sul suolo e senza essere scoperti". Gli elicotteri sfruttarono tatticamente la morfologia collinosa della zona e tecniche nap-of-the-earth ("profilo del globo") per raggiungere il complesso senza apparire sui radar e mettere in allarme le forze armate pakistane.
Secondo il piano, una delle squadre SEAL sarebbe discesa con la tecnica fast-rope sul tetto del complesso, mentre la squadra nell'altro Black Hawk sarebbe uscita nel cortile, irrompendo dal piano terra. Ma invece, mentre si eseguiva l'hovering sul bersaglio, uno degli elicotteri subì una condizione di stallo denominata vortex ring state ("anello vorticoso" o “stato di vortice") aggravata dalla temperatura eccessivamente alta dell'aria, e dall'altezza dei muri perimetrali, "che impedì la diffusione della spinta ascensionale del rotore" mandando la coda a "tritare uno dei muri del complesso" e "distruggendo un rotore".
L'elicottero "girò su un fianco" mentre il pilota calava precipitosamente il muso del mezzo, "per impedire che si capovolgesse". L'atterraggio fu comunque abbastanza morbido, visto che nessuno dei SEALs, dell'equipaggio o dei piloti riportò serie ferite.
I comandanti del secondo elicottero tracciarono un piano di ripiego per atterrare sul tetto del complesso, e gli elementi operativi dei due elicotteri si raccolsero poi sul suolo fuori dal complesso e ripresero il loro assalto.
La fase terrestre del raid antelucano ebbe inizio all'una di notte locale (ore 20.00 UTC del primo maggio) quando i SEALs aprirono una breccia nei muri del complesso con gli esplosivi.

#### Combattimento

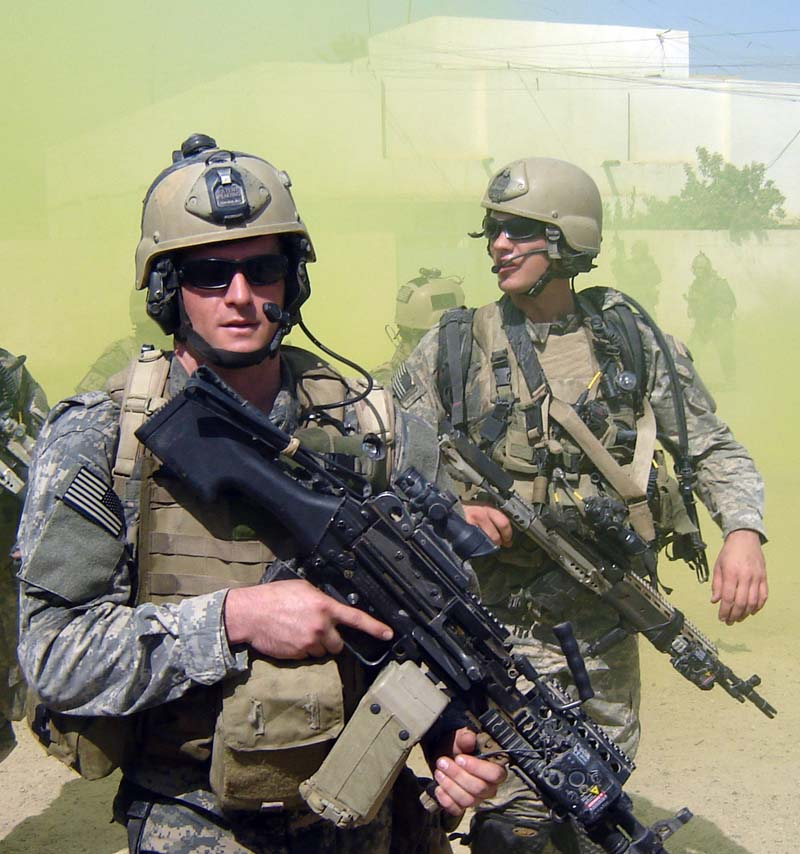
Due SEALs, tra cui l'eroe Michael A. Monsoor (a sinistra), in azione (Ramadi, Iraq)

I SEALs s'imbatterono negli occupanti nella foresteria del complesso, nell'edificio principale del piano terra in cui vivevano due maschi adulti, e al primo e secondo piano dove vivevano bin Laden e la sua famiglia. Il primo e il secondo piano furono l'ultima porzione del fabbricato interessata al rastrellamento. Viene riferito che vi fossero "gruppetti di bambini… a ogni livello, compresa la terrazza della camera di bin Laden".
Oltre al cinquantaquattrenne Osama bin Laden, furono uccisi nell'operazione altri tre uomini e una donna. Gli individui uccisi furono un figlio adulto di bin Laden (probabilmente Khālid, forse Hamza), il corriere di bin Laden (Abu Ahmad al-Kuwayti), un parente maschio del corriere e sua moglie.
Al-Kuwayti aprì il fuoco sulla prima squadra di SEALs con un AK-47 da dietro la porta della foresteria, e ne nacque un conflitto a fuoco in cui al-Kuwayti morì. Una donna, identificata come la moglie del corriere, fu uccisa durante questo scambio. Il parente maschio del corriere fu colpito a morte dal secondo team di SEALs al piano terra della casa principale prima che potesse raggiungere un'arma ritrovata presso di lui. Il figlio giovane-adulto di bin Laden corse verso i SEALs per le scale della casa principale e fu freddato dal fuoco della seconda squadra. Un importante esponente della difesa USA, rimasto anonimo, disse che solo uno dei cinque uccisi era armato.
I SEALs incontrarono bin Laden al primo o al secondo piano dell'edificio principale.
Bin Laden "vestiva il tradizionale completo casacca-pantaloni dalle linee morbide noto come kurta pigiama", in cui furono poi trovati 500 euro e due numeri telefonici cuciti nel tessuto.
Bin Laden sbirciò gli americani che salivano le scale da sopra la ringhiera dell'ultimo piano, poi si ritirò in camera sua mentre un SEAL gli sparò un colpo, mancandolo. I SEALs lo rincorsero in camera e gli spararono ancora. C'erano due armi vicino a bin Laden nella sua stanza: un fucile d'assalto AK-47 e una pistola semiautomatica Makarov di fabbricazione russa, ma secondo sua moglie Amal fu ucciso prima che potesse raggiungere il Kalashnikov. Secondo la Associated Press le armi erano scariche su un ripiano vicino alla porta, quando avrebbe avuto tutto il tempo necessario per armarsi, e i SEALs non le videro quando stavano fotografando il cadavere di Osama. Bin Laden fu ucciso da un colpo al petto, seguito da uno sopra l'occhio sinistro, una tecnica a volte chiamata "double tap" ("doppio tocco").. Secondo la versione del secondo SEAL entrato nella stanza, Bin Laden era già a terra colpito alla testa in preda a spasmi e venne finito da lui con spari al torace.
Furono ferite due donne. Secondo ABC News, la quinta moglie di bin Laden, Amal Ahmad 'Abd al-Fatah, fu una delle donne ferite: "Quando i SEALs entrarono nella stanza ove si nascondeva bin Laden, sua moglie li caricò e le spararono a una gamba." La figlia dodicenne di bin Laden, Safiya, fu colpita a un piede o a una caviglia da una scheggia vagante.
Quando i SEALs incontravano donne o bambini durante l'incursione, li immobilizzavano con manette o fascette di plastica. Concluso l'attacco, gli americani spinsero gli occupanti sopravvissuti all'esterno "per lasciarli scoprire alle forze pakistane".
Solo la salma di bin Laden fu asportata dalle forze USA; gli altri quattro cadaveri furono abbandonati nel complesso e successivamente presi in custodia dai pakistani.

#### Conclusione

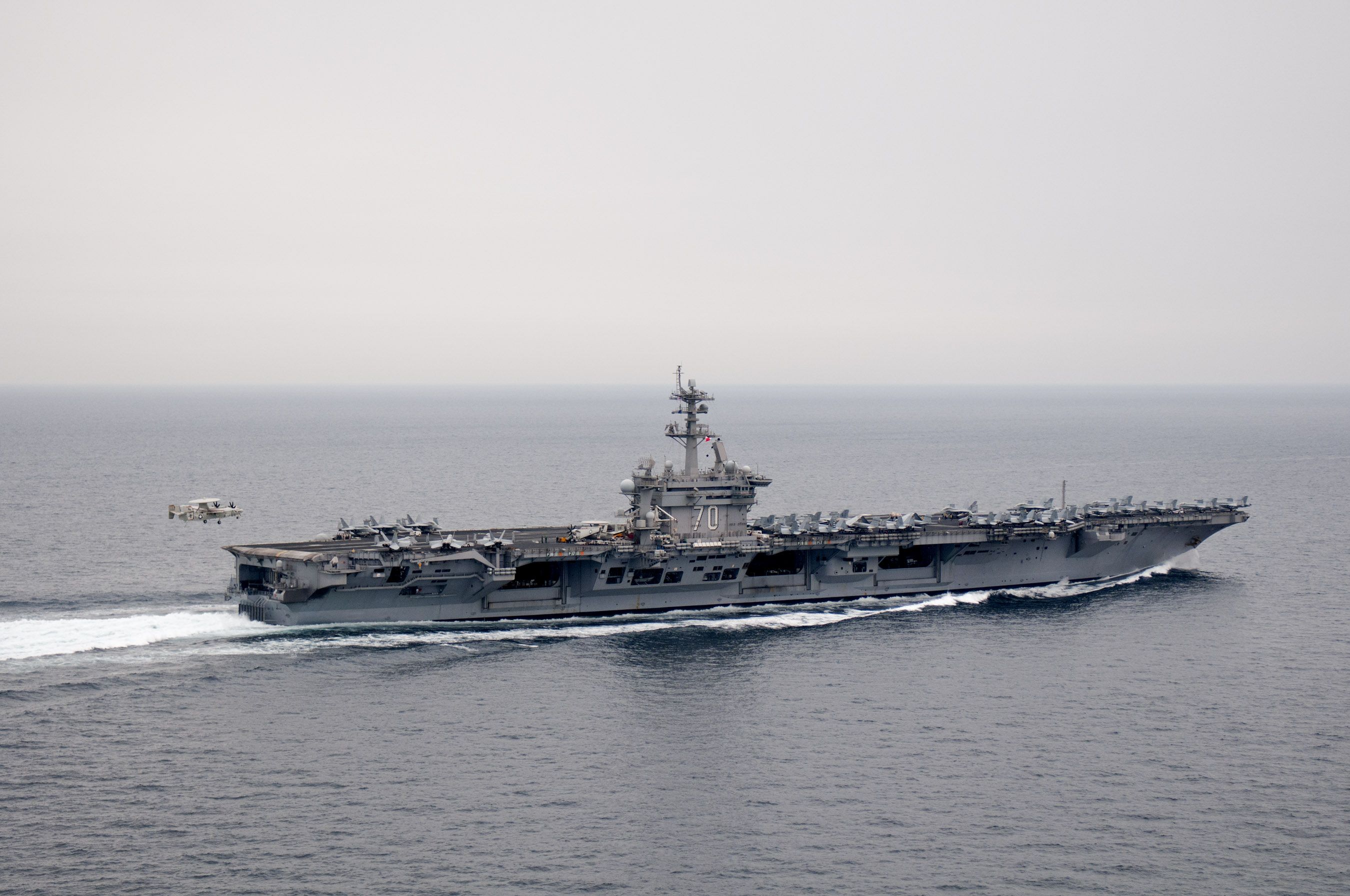
La USS Carl Vinson durante operazioni belliche nel Golfo Persico (4 aprile 2011)

Era previsto che il raid durasse 30 minuti. Il tempo trascorso tra l'irruzione e l'uscita dal complesso, in totale, fu di 38 minuti. Stando alla Associated Press, sotto il profilo della manovra offensiva prettamente militare, l'azione fu completata nel primo quarto d'ora.
Buona parte del tempo fu consumata per neutralizzare i difensori; "muovendosi cautamente nel complesso, da stanza a stanza, di piano in piano" immobilizzando donne e bambini; sgombrando "nascondigli di armi e barricate", tra cui una finta porta, tre AK-47 e due pistole; e perlustrando il complesso a caccia di informazioni. Il personale statunitense recuperò dal complesso dischi rigidi di computer, documenti, DVD, chiavette USB e "apparecchiature elettroniche" da analizzare in un secondo momento.
L'elicottero che aveva eseguito l'atterraggio di emergenza era danneggiato, non poteva essere adoperato per esfiltrare la squadra di competenza. Il velivolo doveva essere distrutto, per salvaguardare le sue dotazioni segrete, tra cui un'apparente attitudine stealth. Allora, "spostati donne e bambini in una zona di sicurezza", i soldati americani "improvvisarono una procedura di saturazione dell'elicottero con l'esplosivo, e lo fecero saltare in aria".
La squadra d'assalto richiese l'invio di uno degli elicotteri di rincalzo, in sostituzione di quello andato perduto.
Mentre il comunicato ufficiale del Department of Defense non citava le basi usate nell'operazione, resoconti successivi indicarono che gli elicotteri avessero fatto ritorno all'aeroporto di Bagram. Il corpo di Osama bin Laden fu poi trasportato sulla portaerei Carl Vinson da un convertiplano V-22 Osprey, scortato da due caccia F/A-18 della U.S. Navy.
Secondo quanto imposto dalle autorità americane, bin Laden fu sepolto in mare perché nessun paese ne avrebbe accettato le spoglie. Nelle 24 ore dal decesso di Osama furono celebrati riti religiosi musulmani sulla portaerei Carl Vinson, nel Mar Arabico settentrionale. I preparativi cominciarono alle 10.00 locali e la deposizione in mare fu completata alle 11.00. Il corpo fu lavato, avvolto in un lenzuolo bianco e posto in un sacco di plastica zavorrato. Un ufficiale lesse un sermone religioso preparato e tradotto in arabo da un interprete madrelingua. Dopo di ciò, il corpo di bin Laden fu disteso su una tavola. La tavola fu sollevata su un lato e il corpo scivolò in mare.

#### Comunicazioni USA-Pakistan
Secondo fonti dell'amministrazione Obama, le autorità USA non hanno condiviso informazioni sull'attacco con il governo del Pakistan fino alla conclusione. Il Chairman of the Joint Chiefs of Staff Michael Mullen chiamò il Capo dell'Esercito pakistano Ashfaq Parvez Kayani intorno alle 03.00 ora locale per informarlo dell'Operazione Abbottabad.
Secondo il ministero degli Esteri pakistano, l'operazione fu condotta esclusivamente da forze americane. Dirigenti dell'Inter-Services Intelligence (ISI) pakistano rivendicarono una presenza del loro servizio segreto in quella che essi chiamarono un'operazione congiunta; il presidente Asif Ali Zardari negò precisamente tale asserzione.
Secondo la ABC, caccia pakistani si erano alzati precipitosamente in volo per localizzare e identificare quelli che poi si sarebbero rivelati gli elicotteri americani usati nel colpo di mano. Il ministro degli esteri del Pakistan Salman Bashir confermò successivamente che la difesa aerea pakistana aveva lanciato all'intercettazione gli F-16 quando si era capito dell'attacco, ma avevano raggiunto il complesso quando gli elicotteri USA se n'erano già andati.

#### Identificazione del corpo
Le forze americane usarono molteplici metodi per identificare il corpo di Osama bin Laden:
- Misurazione del corpo: Sia il cadavere sia bin Laden misuravano 193 cm; i SEALs sul posto non avevano un metro a nastro per misurare il cadavere, così un SEAL di statura conosciuta si stese vicino al corpo e l'altezza fu calcolata per confronto approssimato.[102]
- Software di riconoscimento facciale: Una foto spedita dai SEALs al quartier generale CIA di Langley (Virginia) per analisi di riconoscimento facciale[159] generò una probabilità di sovrapposizione tra il 90 e il 95%.[67]
- Identificazione per conoscenza personale: Una o due donne del complesso, compresa una delle mogli di bin Laden,[160] ne riconobbero il corpo.[67] Una moglie di bin Laden lo chiamò pure per nome durante l'attacco, così involontariamente favorendone l'identificazione da parte degli americani sul terreno.[161][162][163]
- Test del DNA: Associated Press e The New York Times riferirono che il cadavere potesse essere stato identificato con il test del DNA[39] utilizzando campioni di tessuto e sangue prelevati alla sorella che era morta di tumore al cervello.[164] L'ABC News annunciò: "Sono stati prelevati da bin Laden due campioni: uno di questi campioni di DNA è stato analizzato, i relativi dati sono stati inviati elettronicamente a Washington (D.C.), da Bagram. Qualcun altro dall'Afganistan sta fisicamente spedendo in patria un campione."[67] Secondo un dirigente del Defense Department:

analisi del DNA (acido desossiribonucleico o deossiribonucleico) condotte separatamente da laboratori del Ministero della Difesa [USA] e della CIA hanno identificato con certezza Osama bin Laden. I campioni di DNA raccolti dal suo corpo furono confrontati con un profilo DNA comprensivo derivato dall'ampia famiglia allargata di bin Laden. In base a tale analisi, il DNA è indiscutibilmente suo. La probabilità di erronea identificazione fondata su quest'analisi è approssimativamente una su 11,8 biliardi.
- Inferenza:[166] Sempre dalla fonte DOD appena citata, risulta che dall'iniziale disamina dei materiali asportati dal complesso di Abbottabad, il Ministero "valutò che molte di queste informazioni, compresa la corrispondenza personale tra Osama bin Laden e altri, e anche lo spezzone di filmato… sarebbero potuti essere solo in suo possesso."

### Resoconti locali

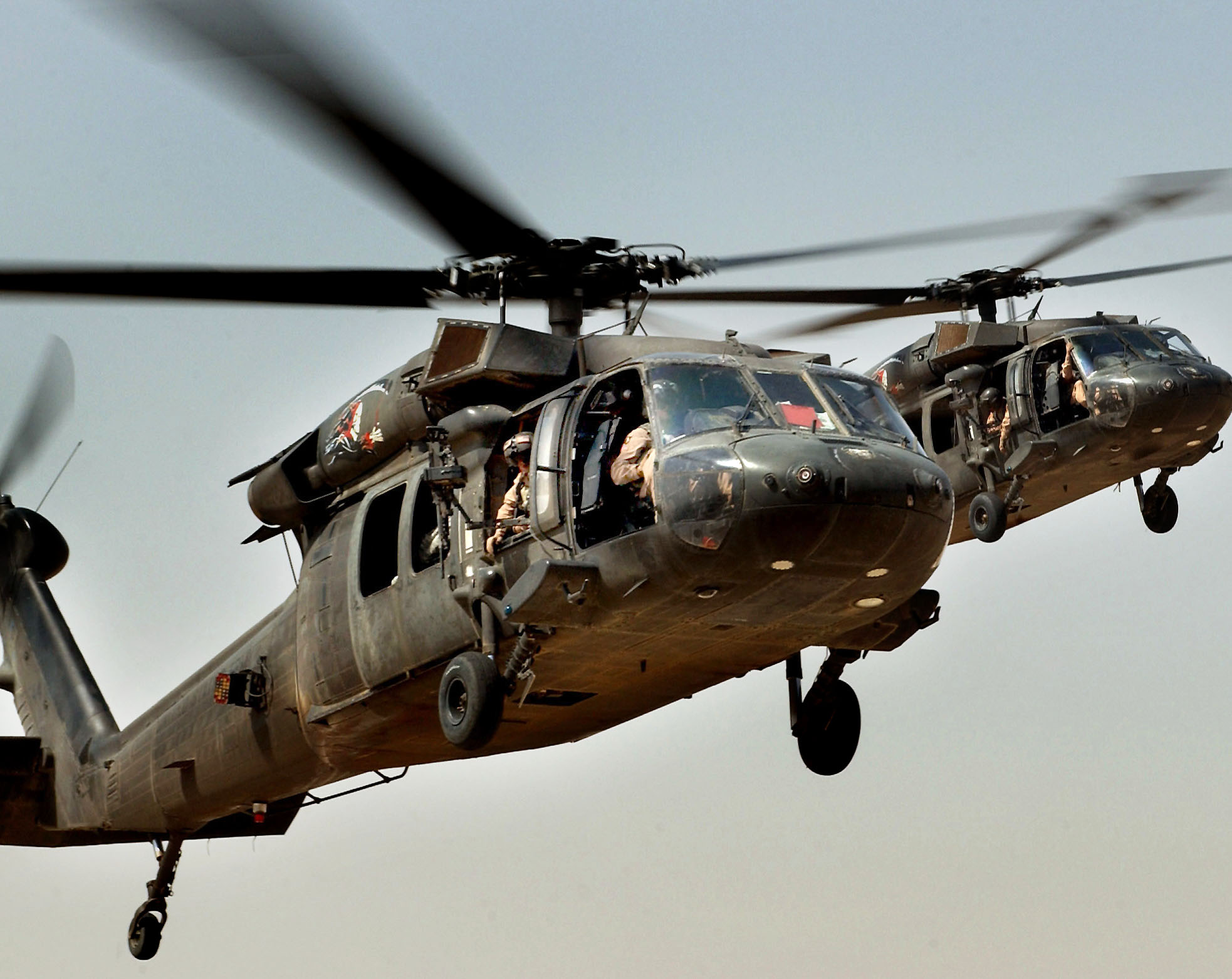
Tikrit (Iraq), 2006. Due Black Hawk in missione con personale della 101ª Divisione Aviotrasportata

A partire dalle 00.58 ora locale, un residente di Abbottabad mandò una serie di tweets che descrivevano il rumore degli elicotteri in "hovering" (volo stazionario) sulla verticale — "un'evenienza rara" — e parecchie raffiche che scuotevano le finestre. Intorno alle 01.44 vi fu totale silenzio finché un aereo sorvolò la città alle 03.39. I vicini si portarono sui tetti a guardare le forze speciali americane che assalivano il complesso. Uno del vicinato disse, "Ho visto soldati che saltavano fuori dagli elicotteri e avanzavano verso la casa. Alcuni di loro ci ingiunsero in schietto pashtu di spegnere le luci e stare dentro." Un poliziotto locale disse di essere entrato nel complesso poco dopo che gli americani se n'erano andati, e prima che l'esercito pakistano sigillasse tutto. "C'erano quattro morti, tre maschi e una femmina, e un'altra donna era ferita," disse. "C'era un mucchio di sangue sul pavimento e si vedevano chiaramente segni come se un morto fosse stato trascinato fuori dal complesso." Numerosi testimoni riferirono che la corrente elettrica, e forse il "campo" dei telefoni cellulari, aveva(no) subito un'interruzione intorno al momento dell'assalto, e pare che il fenomeno abbia interessato anche l'accademia militare. I racconti discordano sul momento preciso in cui si sarebbe verificata la sospensione del servizio (o dei servizi, se effettivamente i cellulari "ammutolirono"). Un giornalista, intervistati parecchi abitanti, concluse che si trattò di un normale rolling blackout (distacco della corrente a rotazione programmato).
L'ISI (servizio segreto pakistano) riferì, dopo aver interrogato i sopravvissuti al raid, che fino a quel momento nel complesso vivevano 17 o 18 persone e che gli americani prelevarono una persona vivente, forse un figlio di bin Laden. L'ISI dichiarò pure che fra i sopravvissuti c'erano una moglie, una figlia e altri otto bambini che pare non fossero figli di bin Laden. A un anonimo dirigente della sicurezza pakistana è attribuita la notizia che una delle figlie di bin Laden avrebbe detto agli inquirenti pakistani che bin Laden era stato colpito a morte di fronte ai suoi familiari. La figlia avrebbe anche asserito che bin Laden fu catturato vivo, poi giustiziato dagli americani e trascinato su un elicottero.

### Occupanti del complesso (ufficioso)
Le autorità americane dissero che c'erano 22 persone nel complesso. Cinque furono uccise, tra cui Osama bin Laden. Le autorità pachistane diedero notizie contrastanti che facevano supporre fino a 17 sopravvissuti. The Sunday Times pubblicò successivamente estratti di una guida tascabile, presumibilmente gettata dai SEALs durante l'azione, contenente immagini e descrizioni dei probabili abitanti del complesso. La guida elencava diversi figli adulti di bin Laden e delle loro famiglie che alla fine non furono trovati nel complesso. Per la mancanza di fonti verificabili, le informazioni che seguono sono scarsamente referenziate.
- cinque adulti morti: Osama bin Laden, alias Abu Hamza, anni 54;[180] Khalid, figlio di bin Laden avuto da Siham Sabar[181] (indicato come Hamza, nei primi racconti) anni 23;[177][179] Arshad Khan, alias Abu Ahmad al-Kuwayti, il corriere, descritto come il "floscio" da The Sunday Times, anni 33;[177][178] Tariq, il fratello del corriere, anni trenta e una donna non identificata, di età ovviamente imprecisata, probabilmente la moglie araba di Arshad.[182][183]
- quattro donne sopravvissute: Khairiah Sabar,[184] terza moglie, saudita, di bin Laden, alias Um Hamza, anni 62;[177][178] Siham Sabar,[185] quarta moglie saudita, alias Umm Khālid (che in realtà significa solo "Madre di Khālid"), anni 54;[177][178] Amal Ahmad al-Sadah,[126] quinta moglie yemenita, alias Amal Ahmed ʿAbd al-Fattāḥ, anni 29 (ferita);[115][177] un'altra donna non identificata, o la seconda moglie pachistana di Arshad Khan,[177] oppure la moglie di Khālid, che per coincidenza è anche sorella dei nominati fratelli Khan, di età sconosciuta (ferita).[186]
- cinque figli piccoli di Osama e Amal: Safia, una figlia, anni 9 (ferita); un figlio, di anni 5; un altro figlio, età ignota; due gemelline neonate.[115][178][187][188][189]
- quattro nipoti di bin Laden avuti da una figlia non identificata, perita in un attacco aereo in Waziristan. Forse due di loro furono i ragazzi, di circa dieci anni, che ebbero colloqui con gli investigatori pachistani.[177][190]
- quattro figli di Arshad Khan: Due maschi, ʿAbd al-Rahmān e Khālid, di 6 o 7 anni; una figlia, di età sconosciuta; un altro/a figlio/a, di età parimenti ignota.[182][191]

## Sviluppi successivi

### Fuga di notizie
Verso le 21.45 ET, la Casa Bianca annunciò che il presidente stava per tenere un discorso alla nazione. I giornalisti sospettarono subito che l'argomento sarebbe stato Osama bin Laden. Le indiscrezioni invasero le pagine dei social network.

### Il discorso del Presidente
Alle 23.35, il presidente Obama comparve sulle principali reti televisive, esordendo con queste parole:
«Buonasera. Oggi, posso informare gli americani e tutte le persone del mondo che gli Stati Uniti hanno condotto un'operazione che ha ucciso Osama bin Laden, il capo di al-Qāʿida, nonché un terrorista responsabile della morte di migliaia di innocenti, uomini, donne e bambini…»
(Il resto del discorso può essere letto, in inglese, su Wikisource.)

Il presidente Obama ricordò le vittime degli attentati dell'11 settembre 2001 e rivendicò la decennale guerra contro al-Qāʿida, che a suo dire aveva sventato trame terroristiche, rafforzato la sicurezza interna, tolto di mezzo il governo talebano e catturato o ucciso un gran numero di elementi attivi di al-Qāʿida. Obama disse che quando aveva cominciato il suo mandato aveva posto l'individuazione di bin Laden quale priorità somma della guerra. La morte di bin Laden era il più significativo colpo mai inferto ad al-Qāʿida, ma la guerra sarebbe andata avanti. Ribadì che gli Stati Uniti non erano in guerra con l'Islam. Difese la sua decisione di eseguire un'operazione sul territorio del Pakistan. Disse che gli americani comprendevano il costo della guerra ma non sarebbero rimasti a guardare mentre la loro sicurezza era minacciata. "A quelle famiglie che hanno perso i loro cari a causa del terrorismo di al-Qāʿida," disse, "giustizia è stata fatta".

### Reazioni

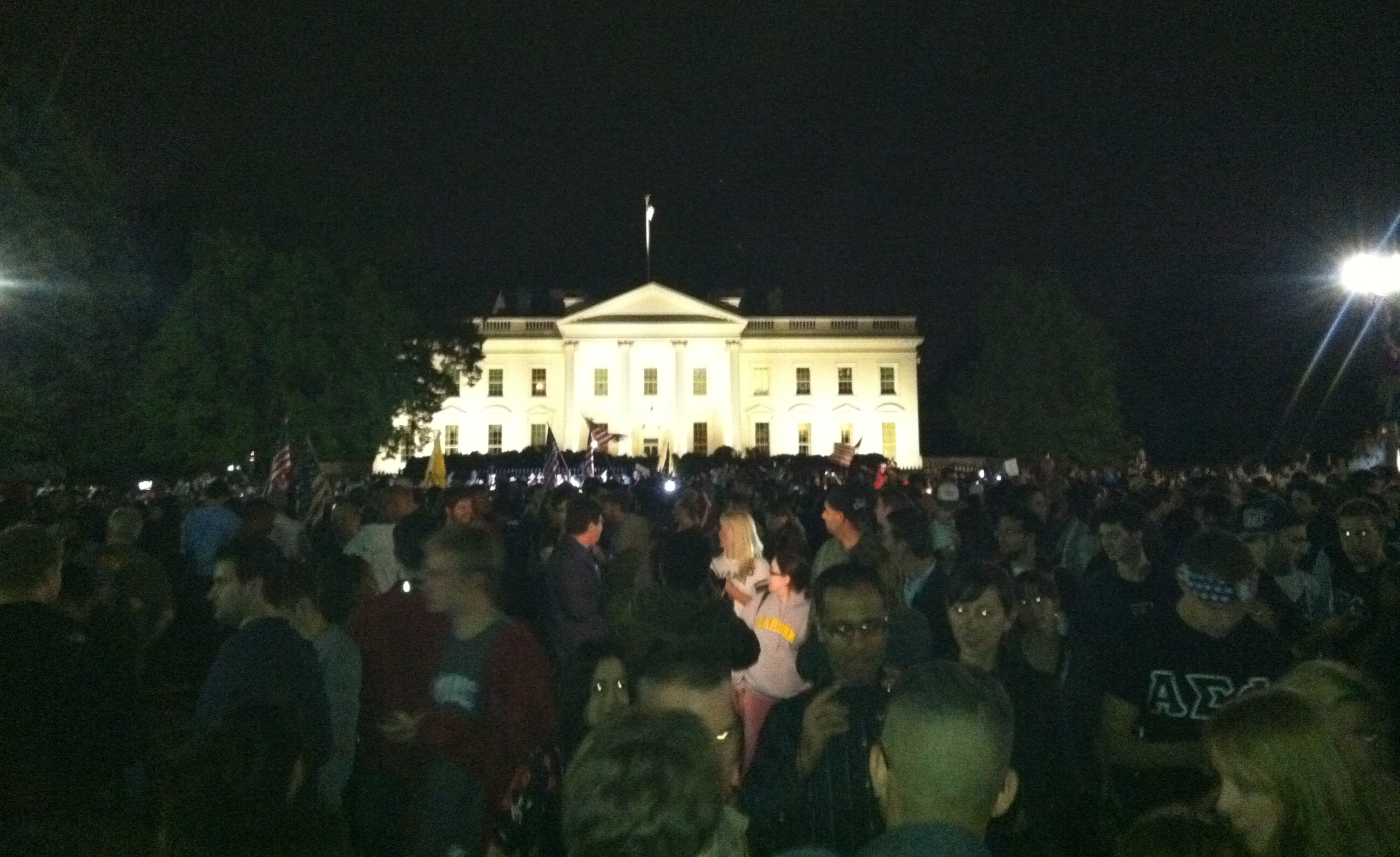
La folla esulta fuori dalla Casa Bianca poco dopo l'annuncio della morte di Osama bin Laden

Poco dopo l'annuncio ufficiale, masse di folla si formarono spontaneamente fuori della Casa Bianca, a Ground zero, al Pentagono, a Times Square per festeggiare. A Dearborn (Michigan), dove risiede molta popolazione musulmana e/o araba, si riunì un piccolo assembramento festante fuori dal municipio, e in buona parte si trattava di gente di origini mediorientali. In contemporanea al discorso presidenziale, la piattaforma di microblogging Twitter ricevette cinquemila tweets (i messaggi tipici di quella community informatica) al secondo. I tifosi che assistevano a una partita della Major League Baseball in diretta tv nazionale, al Citizens Bank Park di Filadelfia, cominciarono a gridare scandendo "U-S-A!" per reazione alla notizia di Abbottabad. Inoltre, al termine di Extreme Rules, un evento di wrestling professionale che si stava svolgendo in quel momento, il WWE Champion John Cena annunciò agli spettatori la cattura e il "compromised to a permanent end" (fatto di essere ucciso, locuzione neologistica asseritamente inventata da Cena nell'occasione) di bin Laden, provocando acclamazioni mentre usciva dallo stadio al canto di Stars and Stripes Forever. Il vice capo dei Fratelli Musulmani d'Egitto disse che, con bin Laden morto, le forze occidentali potevano allora ritirarsi da Iraq e Afganistan; le autorità iraniane fecero commenti analoghi. I dirigenti dell'Autorità Nazionale Palestinese ebbero reazioni contrastanti: Mahmūd Abbās accolse favorevolmente la morte di bin Laden, mentre l'amministrazione rivale di Hamas nella Striscia di Gaza condannò l'uccisione di un "guerriero santo arabo", forse allo scopo di "raffreddare le tensioni con i gruppi salafiti" che consideravano Hamas "troppo moderata".
Il XIV Dalai Lama, come riportò The Los Angeles Times, chiosò "Compassione non significa dimenticare ciò che è successo. … Se qualcosa è serio ed è necessario prendere contromisure, si devono prendere le contromisure." Questa affermazione è stata ampiamente celebrata come un'apologia dell'uccisione di bin Laden, ma un altro giornalista si richiamò al filmato della discussione per sostenere che il commento era estrapolato dal suo contesto, in cui il Dalai Lama si limitava a confermare la legittimità di uccidere per autodifesa.
Un sondaggio The New York Times/CBS mostrò che il 16% degli americani si sentiva più sicuro in conseguenza della morte di Osama, mentre sei americani intervistati su dieci pensavano che il fatto avrebbe aumentato la minaccia terroristica verso il loro paese.

#### Teorie del complotto
I racconti della morte di bin Laden verificatasi il 2 maggio 2011 non sono universalmente accettati anche se il test del DNA ne conferma l'identità, la figlia dodicenne testimonia la morte, e una risoluzione di al-Qāʿida del 6 maggio 2011 conferma la sua morte. Il repentino "funerale del mare" con il corpo di bin Laden, la velocità con cui furono resi noti i risultati del DNA, e la decisione di non pubblicare foto del cadavere costituirono la base di varie teorie del complotto, aventi in comune l'idea che bin Laden non fosse morto nel raid. Alcuni blog insinuarono che il governo USA abbia simulato il colpo di mano, e alcuni forum su Internet ospitarono discussioni sulla pretesa bufala.
In particolare si sostiene che:
- Bin Laden era morto svariati anni prima sulle montagne di Tora Bora, ma era stato mantenuto il segreto per sostenere la guerra al terrorismo.[210][211]
- Bin Laden era morto parecchio tempo prima, ma si era taciuto per non turbare il matrimonio del Principe William con Catherine Middleton.[211]
- È sospetto che la morte si sia verificata esattamente otto anni dopo l'annuncio di Mission accomplished proclamato da George W. Bush.[211]
- Il fatto che la morte di Osama e quella di Hitler siano state annunciate il primo maggio (ora USA) sarebbe riconducibile a un ipotetico "sacrificio" per opera degli Illuminati.[212]
- La Casa Bianca avrebbe confezionato il raid solo per favorire la ri-elezione di Obama.[213]
- Secondo ciò che sostiene la ex spia italiana Mary Pace, Bin Laden sarebbe stato ucciso da una squadra di mercenari commissionati dalla Casa Bianca e il video della cattura sarebbe stato falso. Testimonianza retta dal fatto che quasi l'intera squadra dell'intelligence (o il cast degli attori) sono morti poco tempo dopo in un incidente: l'elicottero su cui si trovavano molti di loro andò infatti in avaria, colpito da un RPG.[214][215]
- Nel maggio 2015, un articolo di Seymour Hersh ricostruì l'intera vicenda in termini significativamente differenti dalla versione ufficiale.[216][217] Oltre a essere stata smentita dalla Casa Bianca,[218][219] la versione di Hersh è stata giudicata poco attendibile da diversi siti di notizie e giornali, incluso lo stesso New Yorker – del quale Hersh era collaboratore di lunga data – che rifiutò di pubblicare l'articolo.[220][221]

### Questioni legali
Alcune settimane prima dell'operazione, la Casa Bianca in tutta segretezza incaricò quattro avvocati di esaminarne i risvolti legali in particolare riguardo alla legittimità di alcuni aspetti: quella di effettuare un'azione militare in un paese straniero non messo preventivamente a conoscenza della stessa, violandone la sovranità nazionale; il fatto di avere come scopo quello di uccidere l'obiettivo - piuttosto che di catturarlo e processarlo; la possibilità di non avvertire preventivamente il Congresso; infine, le modalità della sepoltura del corpo di Bin Laden nel caso di successo dell'operazione. Le rassicurazioni e giustificazioni legali trovate dagli avvocati sui vari punti permisero di organizzare l'operazione nella massima segretezza e senza coinvolgere il Pakistan, facilitandone il successo.

#### Secondo il diritto statunitense

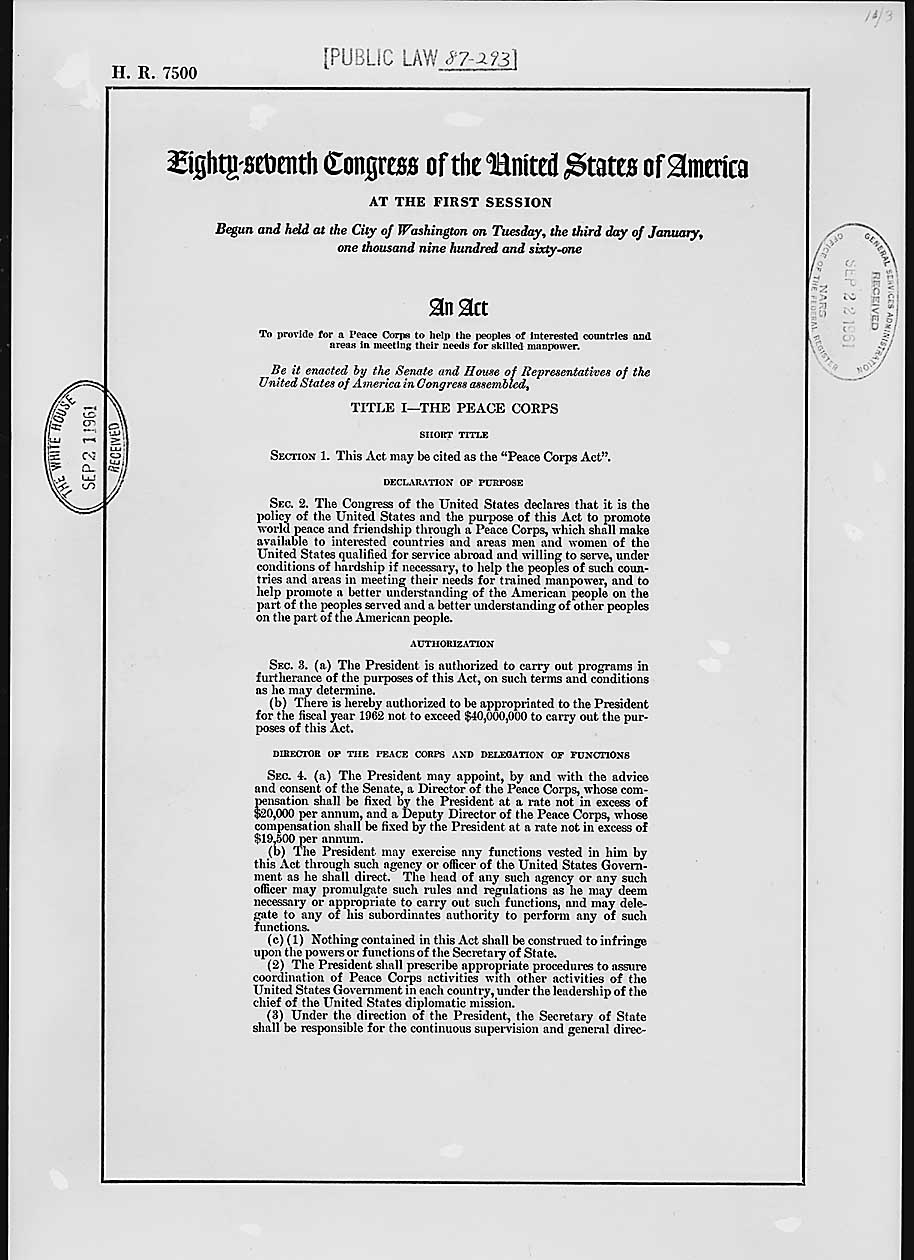
Frontespizio della U.S. Public Law 87-293, del 22 settembre 1961

A seguito degli attentati dell'11 settembre, il Congresso approvò la Authorization for Use of Military Force Against Terrorists. Tale risoluzione autorizza il Presidente a usare la "necessaria e appropriata forza contro quelle nazioni, organizzazioni o persone che egli decida siano coinvolte negli attacchi dell'11 settembre." L'amministrazione Obama giustificò il suo uso della forza come poggiante su detta risoluzione, fondata sul diritto internazionale posto dai trattati e confortato dalle consuetudini del diritto bellico.
John B. Bellinger III, che funse da consulente legale capo nel secondo mandato di George Bush, disse che l'attacco era un'azione militare legittima, e non infrangeva il divieto di assassinio che gli Stati Uniti si erano auto-imposti:

«L'uccisione non è proibita dal risalente divieto di assassinio di cui all'Executive Order 12333 [firmato nel 1981], perché l'azione era un'azione militare nell'ambito del conflitto armato in corso tra USA e al-Qāʿida, e non è vietato uccidere specifici capi di una forza ostile. Inoltre, il divieto di assassinio non si applica alle uccisioni per autodifesa.»

Analogamente, Harold Hongju Koh, Consigliere Legale del Dipartimento di Stato, disse nel 2010 che "nell'ambito della normativa nazionale, l'uso di sistemi di armi legittime — coerenti con le leggi di guerra applicabili — per attentare con precisione contro capi di alto livello di organizzazioni belligeranti, a patto di agire per autodifesa o durante un conflitto armato, non è illegittimo, e di conseguenza non costituisce 'assassinio'."
David Scheffer, direttore del Centro per i Diritti Umani Internazionali della Northwestern University School of Law (Chicago) disse che il fatto che bin Laden nel 1988 fosse stato indagato dalla United States District Court for the Southern District of New York per cospirazione finalizzata all'attacco di installazioni difensive americane era un fattore di complicazione. "Normalmente, quando un individuo è sotto indictment lo scopo è catturare quella persona per portarla davanti alla corte che deve processarla … L'obiettivo è letteralmente non dar luogo a esecuzioni sommarie finché la persona è sotto accusa."
Scheffer e un altro esperto ritennero che fosse importante determinare se la missione era catturare bin Laden o ucciderlo. Se i Navy SEALs avessero avuto ordine di uccidere bin Laden senza tentare prima di catturarlo, ciò "potrebbe aver violato gli ideali americani se non il diritto internazionale."

#### Secondo il diritto internazionale

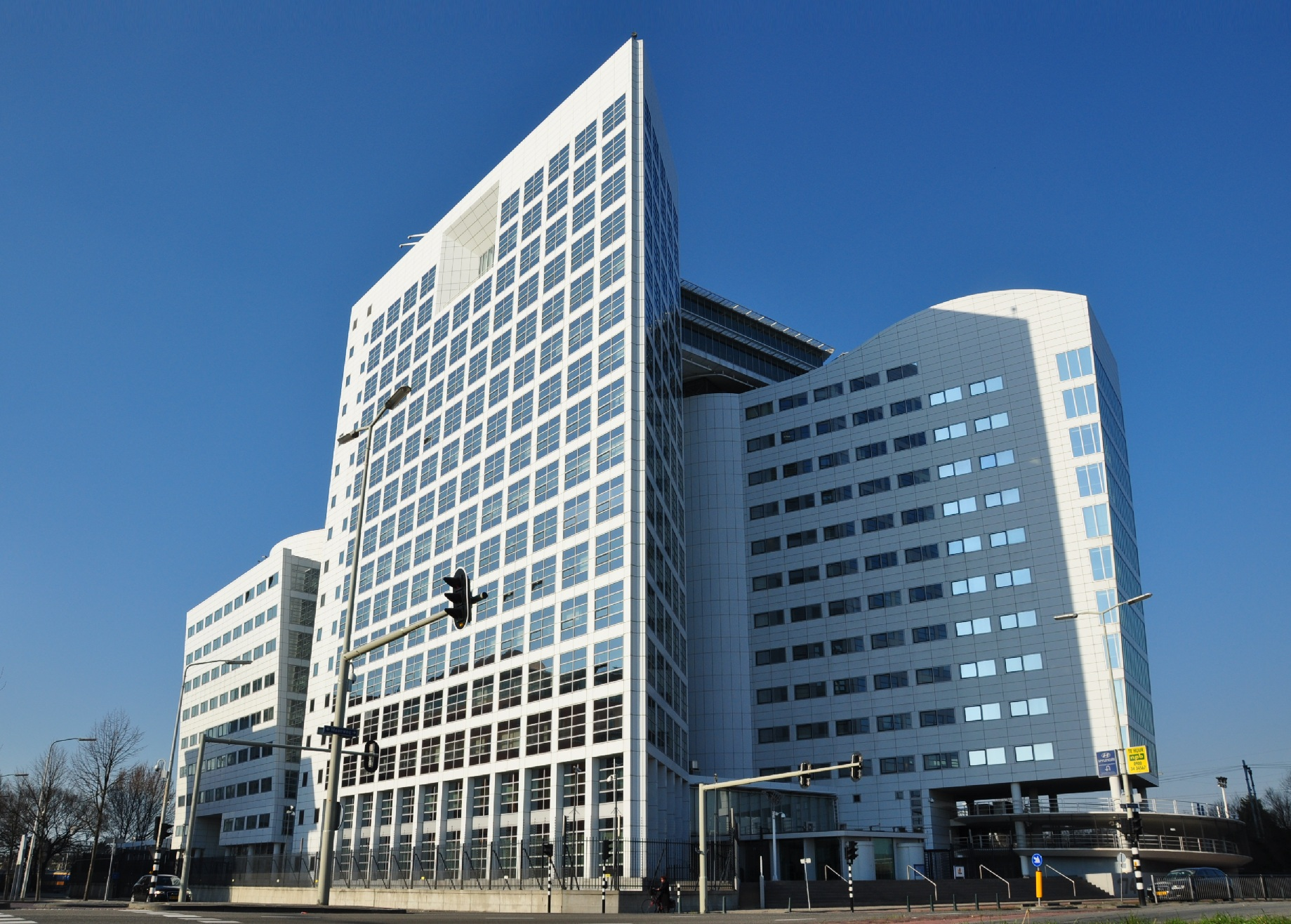
La Corte penale internazionale dell'Aia

In un discorso al Parlamento del Pakistan, il primo ministro locale, Yousaf Raza Gillani, disse, "Il nostro popolo è giustamente infiammato a causa della violazione di sovranità esemplificata dal clandestino assalto aero-terrestre americano sul covo di Osama ad Abbottabad. … Il Consiglio di Sicurezza, pur esortando gli stati membri ONU a unire i loro sforzi contro il terrorismo, ha più volte rimarcato che ciò va fatto in accordo con il diritto internazionale, i diritti umani e il diritto umanitario." L'ex presidente pachistano generale Pervez Musharraf ha smentito un articolo di The Guardian, in cui si sosteneva che il suo governo avesse stipulato un patto segreto che permetteva alle forze USA di condurre raid unilaterali alla ricerca dei tre massimi capi di al-Qāʿida.
Testimoniando avanti lo United States Senate Committee on the Judiciary l'Attorney general Eric Holder disse, "L'operazione contro bin Laden fu giustificata come un atto di autodifesa nazionale. È legittimo rivolgere il fuoco contro un comandante nemico sul campo." Chiamò l'uccisione di bin Laden un sensazionale passo avanti nella ricerca di giustizia per i quasi 3 000 americani innocenti assassinati l'11 settembre 2001.
Commentando la legalità del fatto sotto il profilo del diritto internazionale, il professore di diritto dell'Università del Michigan Steven Ratner disse, "Dipende molto se si ritiene che Osama bin Laden fosse un combattente in guerra o un sospetto di strage." Nel secondo caso, "si potrebbe uccidere un sospetto solo se rappresentasse una minaccia immediata."
Holder dichiarò che bin Laden non aveva fatto alcun tentativo di arrendersi, e "anche se lo avesse fatto, ci sarebbero stati buoni motivi, per quei valorosissimi membri della squadra di Navy SEALs, per fare ciò che hanno fatto al fine di proteggere sé stessi e le altre persone che si trovavano nell'edificio." Stando ad Anthony Dworkin un esperto di diritto internazionale dell'European Council on Foreign Relations, se bin Laden era hors de combat (come asseritamente avrebbe dichiarato la figlia) ciò avrebbe costituito violazione del Protocollo I delle Convenzioni di Ginevra.
Il Consiglio di Sicurezza delle Nazioni Unite emise un comunicato di plauso alla notizia, e il Segretario Ban Ki-Moon disse di esserne molto sollevato. Due United Nations Special Rapporteurs pubblicarono una dichiarazione congiunta con cui mettevano in evidenza che le "Azioni adottate dagli Stati nel combattere il terrorismo, specialmente in casi di alto profilo, fondano dei precedenti per il modo in cui il diritto alla vita sarà trattato in future ricorrenze."

### Trattamento del corpo

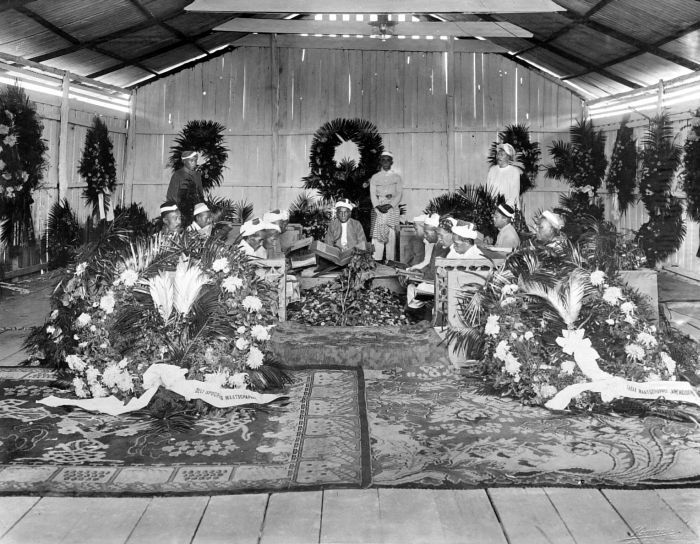
Funerale islamico del sultano di Deli Ma'amun Al Rashid Perkasa Alam Shah (circa 1925)

Per la tradizione islamica, la sepoltura in mare è da taluni considerata non appropriata quando sono possibili altre forme preferite di sepoltura, e parecchi importanti ecclesiastici musulmani criticarono la decisione. Muhammad Ahmad al-Tayyib rettore della Università al-Azhar, sede principale dell'insegnamento sunnita in Egitto, disse che la dispersione in mare del corpo era stata un affronto ai valori religiosi e umani.
Si è detto che il vantaggio della dispersione in mare è che il sito non è agevolmente identificabile o accessibile, in tal modo non può divenire il punto focale di attenzione o un "santuario terroristico". The Guardian mise in dubbio che la tomba di bin Laden sarebbe potuta divenire un santuario, dato che ciò sarebbe energicamente scoraggiato dal wahhabismo. Trattando il medesimo argomento, l'analista islamico e giurista egiziano Muntasir al-Zayyat disse che se gli americani volevano evitare di creare il santuario di bin Laden, una tomba anonima nella terra sarebbe stata più che sufficiente.
The Guardian citò pure una fonte governativa americana che adduceva la difficoltà di trovare un paese che accettasse la sepoltura di bin Laden sul proprio territorio. Un professore di diritto islamico all'Università di Giordania affermò che la dispersione della salma in mare era permessa se non c'era alcuno che accettasse il corpo e consentisse un funerale islamico, e che "non era vero né corretto asserire che nessuno nel mondo musulmano fosse pronto a ricevere le spoglie di bin Laden". Sulla stessa lunghezza d'onda, Muhammad al-Qubaysi, gran muftī di Dubai, dichiarò: "Possono dire di averlo sepolto in mare, ma non possono dire di averlo fatto secondo l'Islam. Se la famiglia non ne vuol sapere, è molto semplice nell'Islam: gli si scava una fossa da qualche parte, fosse anche un'isola deserta, si recitano le preghiere del caso ed è fatta. I funerali in mare sono concessi ai musulmani in circostanze eccezionali. Quello di cui parliamo non vi rientra." Khalid Latif, un imam che opera come cappellano e direttore del Centro Islamico presso l'Università di New York, affermò che il seppellimento in mare era stato rispettoso.
Leor Halevi, professore alla Vanderbilt University nonché autore di Muhammad's Grave: Death Rites and the Making of Islamic Society ("La tomba di Mohamed: riti funebri e costruzione di una società islamica"), spiegò che la legge islamica non prescrive funerali ordinari per i caduti in battaglia, e tentò piuttosto di suscitare in seno all'ecumene musulmana la questione se bin Laden fosse, come "assassino di massa di musulmani“, oggetto del medesimo rispetto dovuto alla generalità dei musulmani. Al contempo, lasciò intendere che la faccenda del trattamento mortuario poteva essere gestita con una maggior sensibilità culturale. In un'intervista, Halevi spiegò che nel Medioevo i musulmani venivano seppelliti in mare quando morivano nel corso di lunghi viaggi nel Mediterraneo e nell'Oceano Indiano. Disse che il "funerale del mare" è davvero insolito, ma che "è ovvio" — gli americani capirono — "non irrilevante".
Omar bin Laden, figlio di Osama, pubblicò (10 maggio 2011) una nota di protesta sul punto che la dispersione in mare della salma aveva defraudato la famiglia di una doverosa sepoltura.

### Diffusione delle foto
A detta della CNN, ambienti governativi USA di vertice avrebbero fatto intendere che esistano tre gruppi di foto: quelle riprese in un hangar in Afganistan, descritte come le più intelligibili e raccapriccianti; foto riprese prima del seppellimento in mare sulla USS Carl Vinson prima che il corpo fosse avvolto in un lenzuolo; foto del raid vero e proprio, tra cui scatti dell'interno del complesso, ma anche tre degli altri deceduti nel colpo di mano.
Il 4 maggio, la Reuters pubblicò foto che si asseriva fossero state eseguite da forze di sicurezza pakistane nell'immediatezza dell'assalto; tra le immagini, l'elicottero schiantato e tre morti di sesso maschile, nessuno dei quali pareva Osama bin Laden.
Una fonte riferì all'ABC News che le foto fatte dai militari sulla scena dell'eccidio ritraggono le ferite cagionate da un "proiettile di grosso calibro." La CBS Evening News raccontò che la foto mostra che il proiettile che colpì bin Laden sopra il suo occhio sinistro ne avulse il globo oculare e una grossa porzione frontale del cranio, portando alla luce il cervello. La CNN dichiarò che le foto dell'hangar rappresentano "una vasta ferita che squarcia la testa fra gli occhi. È molto truculenta e impressionante."
Il senatore Jim Inhofe, che vide le foto, dichiarò che quelle acquisite sulla Carl Vinson, in quanto mostrano il volto di bin Laden ripulito da gran parte del sangue e altro materiale organico proiettato dalla ferita, andavano rese di pubblico dominio.
È scaturito un dibattito sull'opportunità di divulgare le immagini realizzate dai militari. I favorevoli opinavano che queste prove andavano considerate public records, che le foto sono necessarie per completezza d'informazione giornalistica, e che le foto avrebbero dimostrato l'effettiva morte di bin Laden, in tal modo stroncando le teorie del complotto (quanto meno nella parte in cui esse suggeriscano la sopravvivenza dello sceicco del terrore; come si è visto, le speculazioni dei "complottisti" assumono diverse altre sfumature). I contrari espressero la preoccupazione che l'eventuale pubblicazione avrebbe infiammato gli stati d'animo anti-americani in Medio Oriente.
Alla fine, il presidente Obama decise di non pubblicare le foto. In un'intervista contenuta nella trasmissione 60 Minutes, Obama dichiarò che "Noi non sbandieriamo questa roba come trofei. Non abbiamo bisogno di eccitare al delirio la nostra tifoseria dopo aver marcato un punto", e che si stava preoccupando di garantire che "foto molto realistiche di qualcuno con la testa aperta da uno sparo non girino per il mondo come stimolo per ulteriore violenza, o strumento di propaganda. Noi non siamo così." Tra i membri repubblicani del Congresso, il senatore Lindsey Graham criticò la decisione asserendo che voleva vedere pubblicate le immagini, mentre il senatore John McCain e il rappresentante Mike Rogers, membro dello United States House Permanent Select Committee on Intelligence, appoggiarono la decisione di non pubblicare le foto.
L'11 maggio, alcuni membri selezionati del Congresso (i capigruppo e i membri di comitati preposti ad affari di intelligence, sicurezza nazionale, giustizia, relazioni internazionali e interessi militari) furono ammessi alla visione di 15 foto di bin Laden. In un'intervista con Eliot Spitzer, il senatore Jim Inhofe precisò che tre di quelle foto ritraevano bin Laden da vivo (per consentire il raffronto identificativo) e altre tre documentavano le controverse esequie.
L'organizzazione Judicial Watch annunciò di aver presentato una richiesta, ai sensi del Freedom of Information Act, per ottenere accesso alle foto.
Il 9 maggio, il ministero della difesa rifiutò di dar corso a tale richiesta, suscitando un contenzioso legale. Un'analoga istanza dell'Associated Press ha ricevuto identico diniego.

### Ruolo del Pakistan

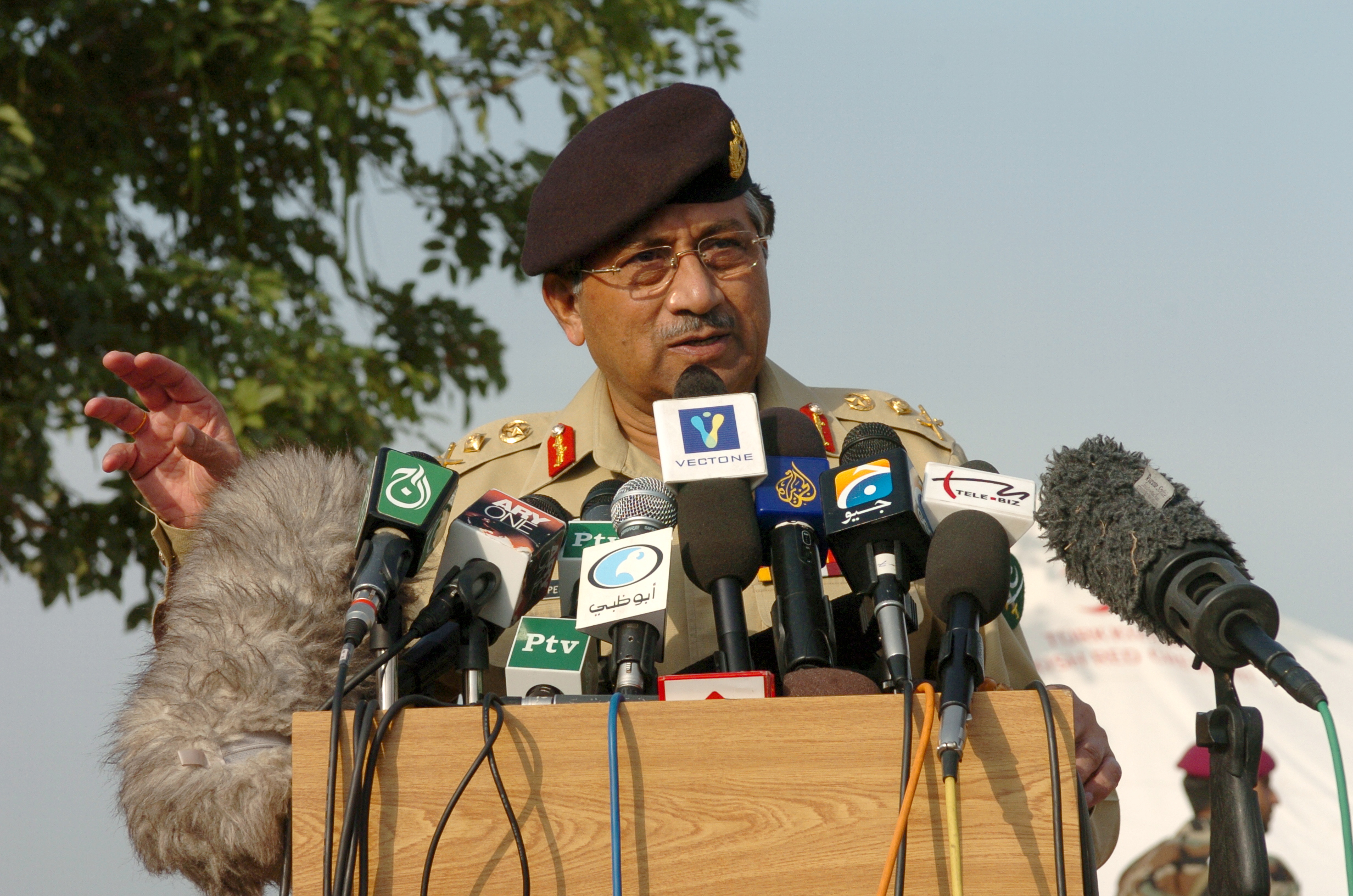
Chaklala (Pakistan), L'allora presidente Pervez Musharraf tiene un discorso nella locale base aerea, in occasione della missione umanitaria americana in favore dei terremotati pakistani

Il Pakistan, subito dopo il raid, fu oggetto di intensa attenzione internazionale. Il governo pachistano negò di aver offerto rifugio a bin Laden. Si è detto che avesse condiviso informazioni sul famoso complesso con la CIA e altre agenzie del genere a partire dal 2009.
Leon Panetta, che abbiamo più volte menzionato quale direttore della CIA dell'epoca, affermò che il Pakistan era "coinvolto o incompetente."

#### Legami con Abbottabad
Abbottabad attrasse rifugiati dalle zone di combattimento delle aree tribali, dalla valle dello Swat e anche dall'Afganistan. "Alla gente non interessa davvero chiedere chi c'è adesso", disse Gohar Ayub Khan, ex primo ministro e abitante locale. "Ecco, forse, una ragione per cui è venuto proprio qui."
La città era familiare ad almeno un leader di al-Qāʿida prima di bin Laden. Il capo operativo Abu Faraj al-Libi, da quanto viene riferito, si sarebbe trasferito ad Abbottabad a metà 2003. L'ISI fece irruzione nella casa nel dicembre 2003, senza trovarlo. Un corriere raccontò a chi lo interrogava che al-Libi usava tre case ad Abbottabad. Le autorità pachistane dissero di aver informato i loro referenti americani del tempo circa il fatto che la città poteva essere un rifugio per dirigenti di al-Qāʿida. Nel 2009 le autorità fornirono agli USA informazioni sul complesso di bin Laden senza sapere chi ci vivesse.
Il 25 gennaio 2011, l'ISI arrestò Umar Patek, un indonesiano ricercato in relazione agli attentati a Bali del 2002, che si trovava presso una famiglia di Abbottabad. Tahir Shehzad, impiegato dell'ufficio postale, fu arrestato con l'accusa di aver favorito gli spostamenti di militanti di al-Qāʿida.

#### Reazioni pakistane

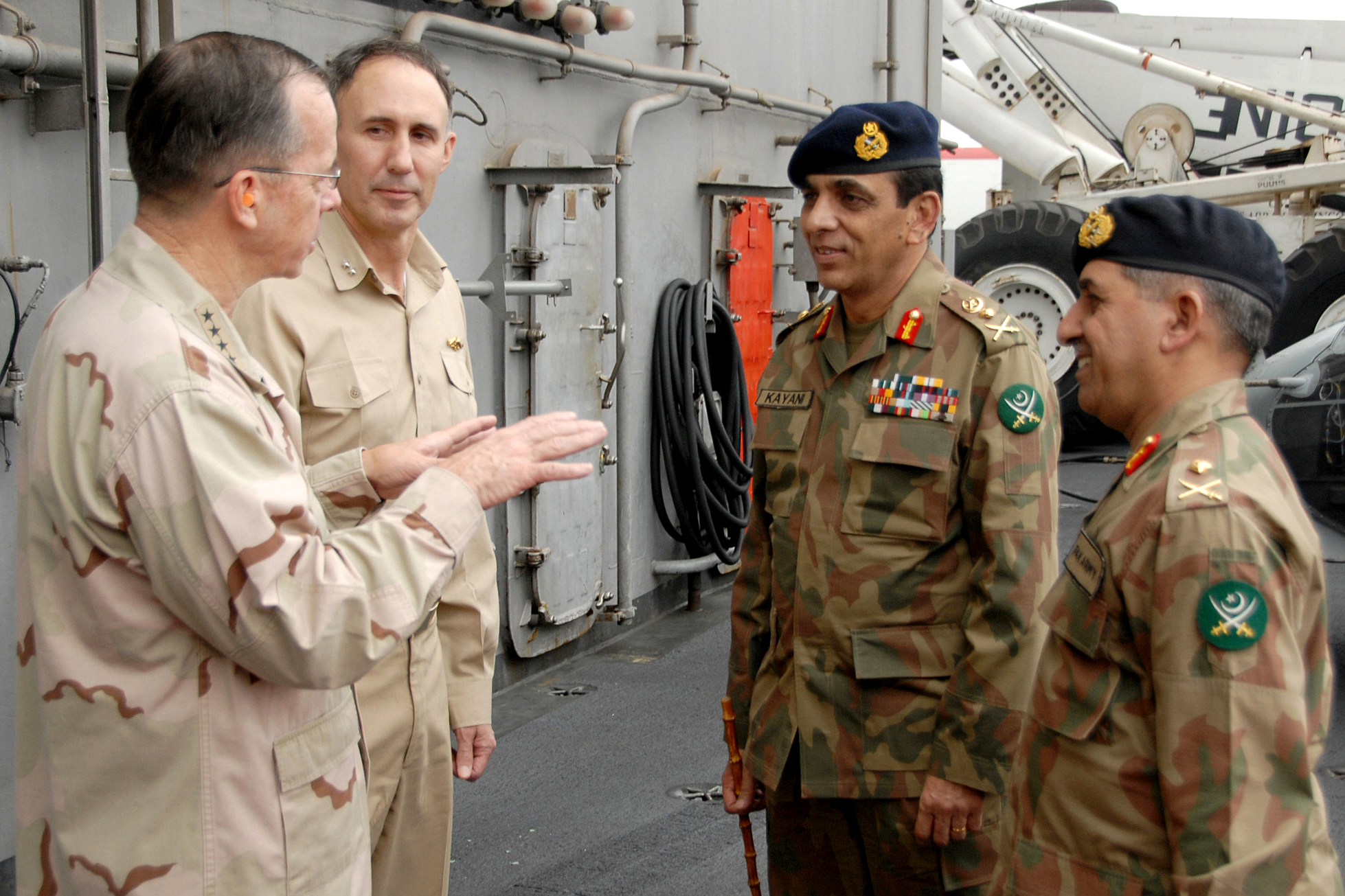
A destra, il generale Ahmed Shuja Pascià, sulla USS Abraham Lincoln (CVN-72) nel 2008, Mar Arabico settentrionale

Il presidente del Pakistan Asif Ali Zardari negò che le forze di sicurezza del suo paese potessero aver favoreggiato Osama bin Laden e definì "speculazioni infondate" tutte le voci su una supposta assistenza offerta a bin Laden dal governo pachistano. Il ministero degli esteri pachistano emise una nota che "smentisce categoricamente" le notizie di stampa secondo cui la dirigenza del Paese "tanto civile quanto militare, avesse qualsivoglia previa conoscenza dell'operazione USA contro Osama bin Laden."
L'ex presidente Pervez Musharraf, pur negando una complicità ufficiale e deliberata della sua nazione, non escluse tuttavia la possibilità che settori deviati dell'ISI potessero aver agito in modo non istituzionale.
Il tenente generale Ahmed Shuja Pascià, capo del potente Inter-Services Intelligence (ISI, il già ricordato servizio segreto pachistano), ammise che la presenza di bin Laden era stata un "fallimento di intelligence" ma negò che l'ISI avesse avuto alcun ruolo nella sua latitanza.
In giugno l'ISI arrestò il proprietario della casa-covo affittata alla CIA per spiare bin Laden, e arrestò anche cinque informatori della CIA.

#### Prese di posizione di altri Paesi
- Afghanistan: il portavoce del ministero della difesa disse che l'ISI doveva aver saputo che bin Laden era ad Abbottabad prima che gli americani lo uccidessero.[313] L'ex capo dell'intelligence afgana, Amrullah Saleh,[314] riferì di aver detto nel 2007 a Musharraf che bin Laden si nascondeva dalle parti di Abbottabad, ma Musharraf avrebbe rabbiosamente cestinato la sua "soffiata".[315]
- Australia: il 3 maggio 2011, il primo ministro Julia Gillard disse che bin Laden aveva "assolutamente" una rete di sostegno in Pakistan.[316]
- Francia: il ministro degli esteri Alain Juppé disse "trovo un po' difficile immaginare che la presenza di qualcuno come bin Laden in un gran complesso dentro a una città relativamente piccola, benché ubicata ad 80 km dal centro di Islamabad, potesse essere passata del tutto inosservata. [...] La posizione del Pakistan [...] difetta di chiarezza a nostro modo di vedere, spero che avremo più chiarezza."[317]
- India: il ministro dell'interno,[318] Palaniappan Chidambaram[319][320] disse che il fatto che bin Laden si nascondesse "nel cuore profondo" del Pakistan era un affare di grave preoccupazione per l'India e dimostrava che "molti dei cospiratori degli attentati di Mumbai, compresi i controllori e i manipolatori degli attentatori materiali, continuano a trovare asilo in Pakistan". Rivolse anche un appello al Pakistan perché li catturasse.[321]
- Regno Unito: il premier David Cameron asserì che bin Laden doveva avere una rete di appoggio in Pakistan.[322] Il deputato anglo-pachistano Khalid Mahmood[323] si dichiarò "stupefatto e scioccato" dopo aver appreso che bin Laden soggiornasse in una città che ospitava migliaia di soldati pachistani, donando nuova linfa ai dubbi sugli asseriti legami tra al-Qāʿida ed elementi delle forze di sicurezza pachistane.[324]
- Tagikistan: WikiLeaks diffuse nel 2009 documenti da cui risulta che l'amministrazione USA avesse informato i propri diplomatici che i "servizi" pachistani mettevano regolarmente in guardia bin Laden tutte le volte che le forze USA si avvicinavano al fuggiasco.[325] Nei medesimi documenti si legge che il governo del Tagikistan, che sarebbe la fonte dell'avvertimento appena riferito, avrebbe anche dichiarato alle autorità USA che il covo di bin Laden fosse noto a molti in Pakistan.

#### Nome in codice

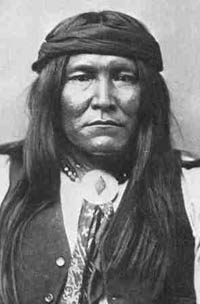
Chatto, un chiricahua apache (l'etnia cui apparteneva Geronimo) che prestò servizio come apache scout (ausiliario indigeno dell'U.S. Army). Luogo e data imprecisati

Molti maggiorenti, presenti nella Situation Room, compreso lo stesso presidente, dissero ai giornalisti che il nome in codice di bin Laden era "Geronimo". Avevano guardato Leon Panetta, che parlava dal George Bush Center for Intelligence, mentre raccontava l'azione di Abbottabad. Panetta disse, "Abbiamo un contatto visivo con Geronimo", e poi, "Geronimo E-K-I-A" —  enemy killed in action. ("nemico ucciso in azione"). Le parole esatte del comandante sul terreno furono, "Per Dio e per il paese, Geronimo, Geronimo, Geronimo". Le autorità poi spiegarono che ogni fase della missione era etichettata in ordine alfabetico e che "Geronimo" indicava che gli incursori avevano raggiunto la fase "G", la cattura o uccisione di bin Laden. Osama bin Laden, propriamente, era identificato con "Jackpot", il nome in codice generico per designare l'obiettivo di un'operazione. ABC News riferì invece che il suo nome in codice ufficialmente era "Cakebread".
Molti nativi americani si ritennero offesi dal fatto che Geronimo, il leggendario capo apache del XIX secolo che tenne in scacco l'esercito americano per anni, fosse irrevocabilmente associato a bin Laden. Il presidente della tribù apache di Fort Sill la comunità che ha preso il posto della tribù di Geronimo, scrisse una lettera al presidente Obama chiedendogli di "riparare questo torto". Il presidente della nazione Navajo richiese che il governo USA cambiasse il nome in codice retroattivamente. Alcuni capi del National Congress of American Indians dissero che si dovrebbe preoccuparsi di onorare il numero spropositato di nativi americani che servono le forze armate, e avevano ricevuto assicurazioni sul punto che "Geronimo" non era il nome in codice per designare bin Laden. Lo United States Senate Committee on Indian Affairs acquisì testimonianze sull'argomento da capi tribali, mentre il ministero della difesa non ebbe a fare alcun commento, se non escludere che vi fosse l'intenzione di manifestare disprezzo.

#### Diatribe sulla provenienza delle informazioni
Dopo la morte di bin Laden, alcuni esponenti dell'amministrazione Bush, quali l'avvocato John Yoo dell'Office of Legal Counsel di Bush, nonché l'ex attorney general sotto Bush, Michael Mukasey, scrissero degli "Op-Eds" rivendicanti il fatto che le tecniche d'interrogatorio "avanzate" che essi avevano a loro tempo autorizzato avevano fatto emergere le informazioni che successivamente avrebbero consentito la scoperta del covo di bin Laden. In particolare McCasey dichiarò che l'applicazione del waterboarding a Khalid Shaykh Muhammad portò a scoprire il dettaglio cruciale del soprannome del corriere di bin Laden.

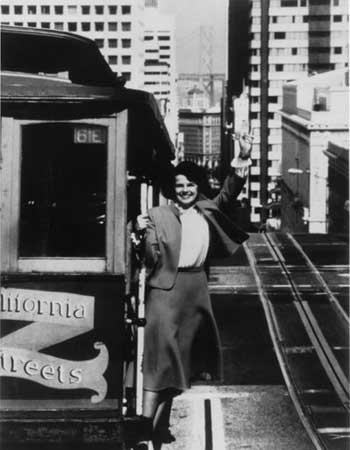
San Francisco, tra il 1978 ed il 1988. Dianne Feinstein su un mezzo pubblico della città, all'epoca in cui ne fu sindaco.

Autorità americane e parlamentari tra cui il repubblicano John McCain (già citato) e la democratica Dianne Feinstein, presidente dello United States Senate Select Committee on Intelligence, obiettarono che queste asserzioni erano "false", richiamandosi ad un rapporto dell'(allora) direttore della CIA Leon Panetta secondo cui la prima menzione del nomignolo del corriere non veniva da Khalid Shaykh Muhammad, ma piuttosto da un altro interrogatorio governativo nei confronti di un sospetto che si "riteneva non fosse stato torturato". McCain invitò Mukasey a ritrattare le sue illazioni.
(John McCain)
Leon Panetta aveva scritto una lettera a McCain in proposito, affermando, "Alcuni dei prigionieri che diedero informazioni utili sul ruolo del fiancheggiatore/corriere erano stati soggetti a tecniche avanzate di interrogatorio. Se poi queste tecniche fossero il 'solo modo tempestivo ed efficace' per avere tali informazioni è un argomento di discussione e non può essere stabilito con certezza." Ancorché alcune informazioni possano essere state ricavate da prigionieri sottoposti a tecniche avanzate di interrogatorio, la lettera di Panetta a McCain conferma che tali tecniche possono aver ostacolato la ricerca di bin Laden facendo nascere informazioni false nel corso degli interrogatori. In detta missiva, il direttore CIA Panetta scriveva al senatore McCain che
«Sentimmo parlare per la prima volta del nome di battaglia del fiancheggiatore/corriere da un detenuto non in mano alla CIA nel 2002. È anche importante notare che alcuni detenuti assoggettati a tecniche avanzate di interrogatorio tentarono di dare sul fiancheggiatore/corriere informazioni false o fuorvianti. Questi tentativi di mistificare il ruolo del fiancheggiatore/corriere erano allarmanti. Alla fine, nessun detenuto in mano alla CIA rivelò il vero nome completo del fiancheggiatore/corriere o specifici dettagli. Questa informazione fu scoperta attraverso altri mezzi di intelligence».
Inoltre, altri esponenti di ambienti governativi americani asseriscono che poco dopo gli attacchi terroristici dell'11 settembre 2001, dei sequestrati nelle prigioni segrete della CIA avrebbero detto agli investigatori del soprannome "al-Kuwayti" riferito al corriere; Khalid Shaykh Muhammad, una volta catturato, si sarebbe limitato a "confermare" lo pseudonimo del corriere. Quando fu catturato, Abu Faraj al-Libi diede notizie false o depistanti: negò di conoscere al-Kuwayti e invece s'inventò un altro nome. Per di più, un gruppo di investigatori affermò che il nomignolo del corriere non fu rivelato "sotto tortura, ma piuttosto parecchi mesi dopo, quando [alcuni detenuti] furono interrogati da esaminatori che non usavano tecniche illecite."

#### Intelligence postmortem

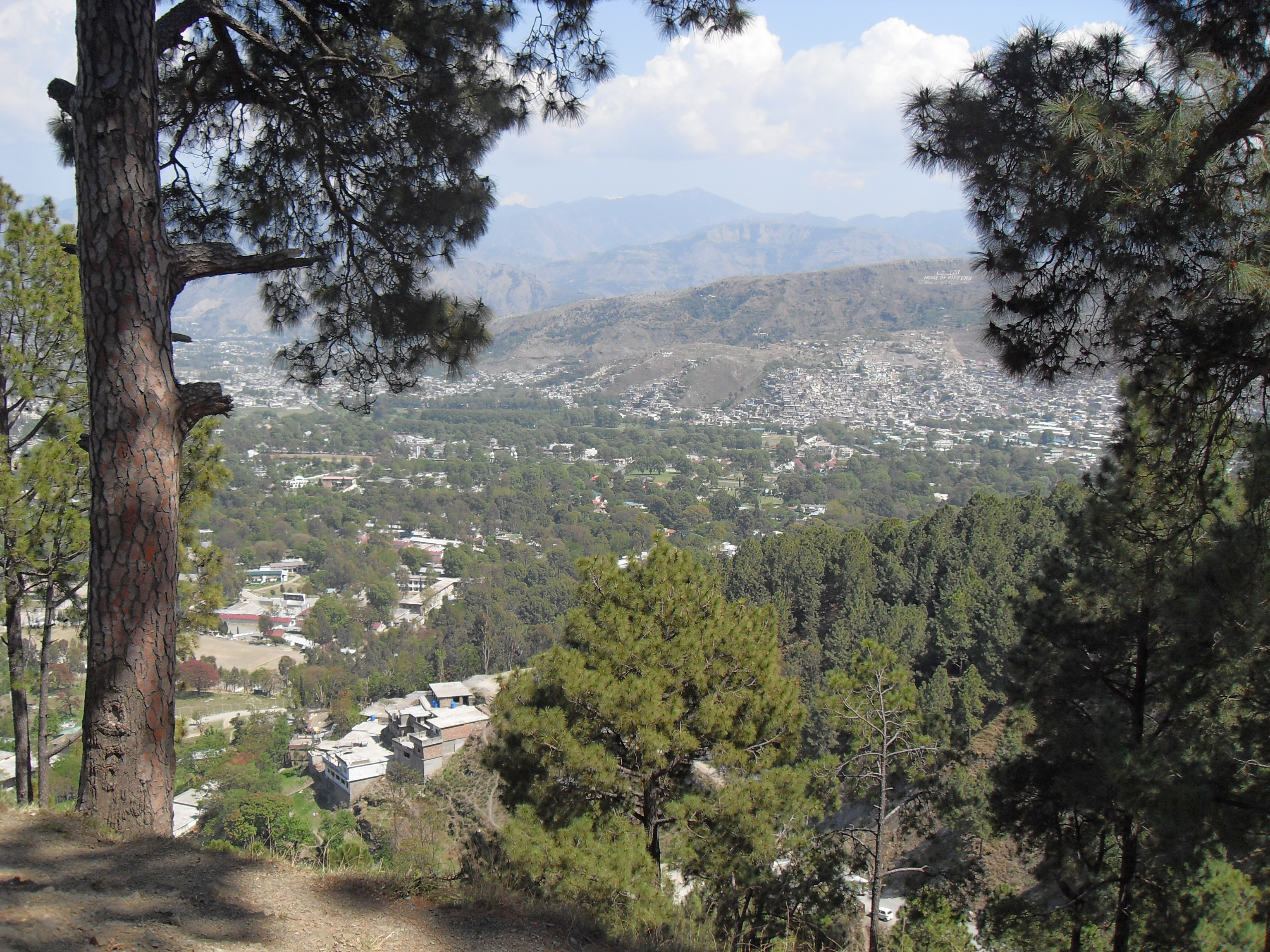
Veduta di Abbottabad (Pakistan)

Si dice che i "corpi di reato" prelevati dal complesso comprendano 10 telefoni cellulari, da cinque a 10 computer, 12 hard disk, almeno 100 altri dispositivi di memoria di massa ("chiavette USB" e DVD), note manoscritte, documenti, armi ed "un assortimento di effetti personali". Vennero esaminati da analisti di intelligence i tabulati di traffico relativi ai due numeri di telefono che si sono scoperti cuciti nell'abito di bin Laden.
Il materiale raccolto nel complesso fu depositato nell'FBI Laboratory di Quantico (Virginia) a disposizione degli esperti di scienza forense per l'esame di impronte digitali, DNA ed altre tracce probanti rinvenibili sul materiale. Furono trasmesse copie del materiale ad altre agenzie, anche allo scopo di precostituire una sorta di tracciabilità nella custodia dei corpi di reato a scopo probatorio in un futuro processo.
Una squadra speciale della CIA fu incaricata di vagliare il materiale digitale ed i documenti asportati dal complesso. Tale opera si svolse in collaborazione con altre agenzie governative, tra cui U.S. Department of Homeland Security, U.S. Department of the Treasury, National Counterterrorism Center, National Geospatial-Intelligence Agency, National Security Agency, Defense Intelligence Agency, Office of the Director of National Intelligence, FBI e National Media Exploitation Center "per sottoporre a triage, catalogare e analizzare queste fonti informative."
La figlia più giovane di bin Laden disse agli investigatori che la famiglia viveva nel villaggio feudale di Chak Shah Mohammad Khan, nel vicino distretto di Haripur, per due anni e mezzo prima di trasferirsi ad Abbottabad nel 2005.

#### Rivelazione dell'elicottero stealth

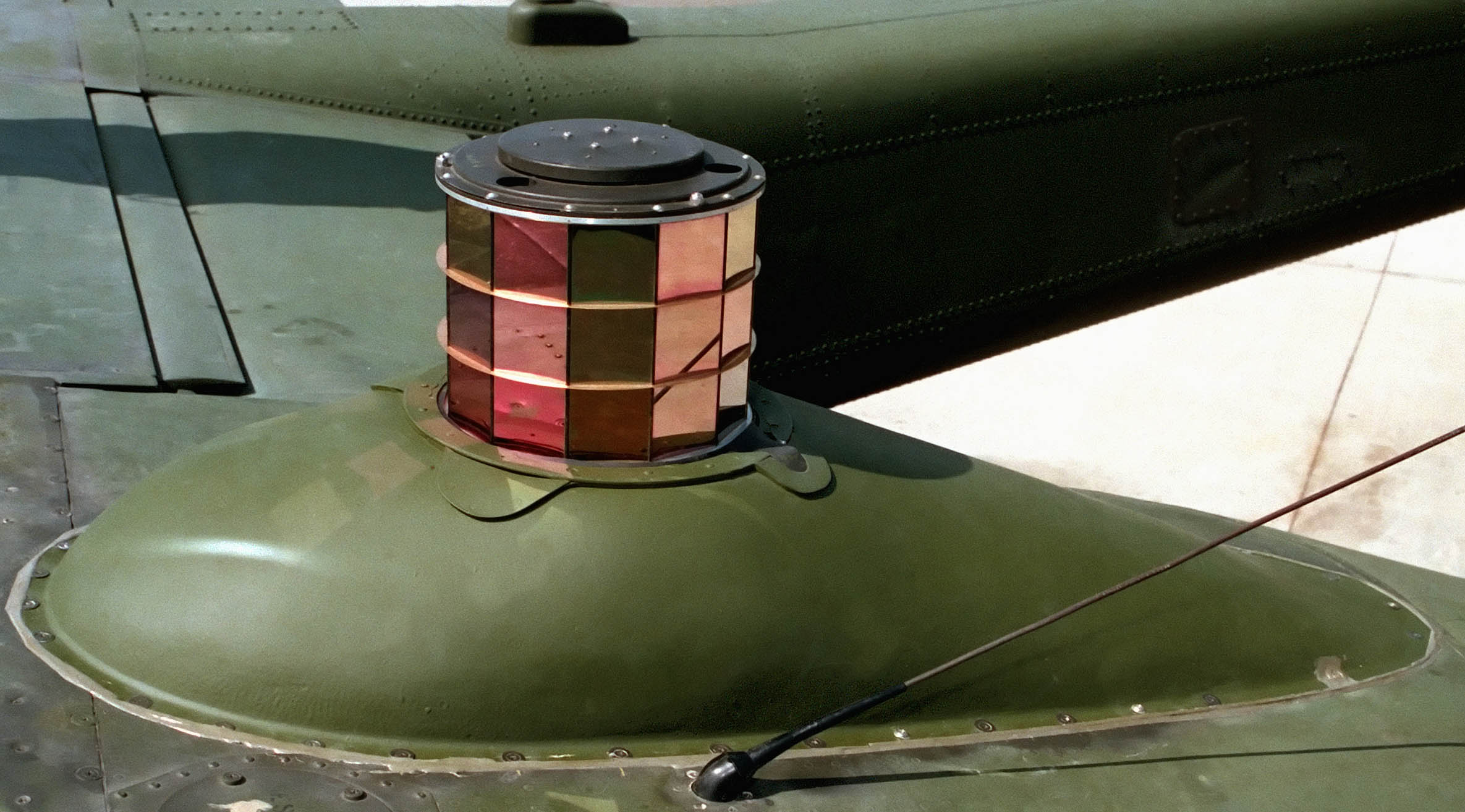
Il dispositivo ALQ-144 di contromisura IR

La sezione di coda dell'elicottero segreto sopravvisse alla distruzione e rimase all'esterno del muro del complesso. Le forze di sicurezza montarono una barriera di teloni per nascondere alla vista il relitto. Successivamente, un trattore lo trascinò al riparo di una grande cerata. Dei giornalisti tuttavia riuscirono ad ottenere delle foto che rivelavano un'inedita tecnologia stealth. Aviation Week disse che l'elicottero sembrava essere un MH-60 Black Hawk con significative modifiche. I numeri di serie reperiti sul teatro dello scontro erano compatibili con un MH-60 costruito nel 2009. Il modo in cui si era mosso durante l'operazione confermava che un elicottero stealth può eludere la sorveglianza antiaerea su un'area di interesse militare densamente popolata. Le foto mostravano che la coda del Black Hawk aveva conformazioni stealth sulla trave e sulla carenatura, stabilizzatori di spinta e un "coprimozzo" sul rotore silenziato a cinque o sei pale. Pare che avesse una finitura a saturazione d'argento per la soppressione IR simile a quella di certi V-22 Osprey. Secondo le autorità pachistane, gli USA chiesero la restituzione dei rottami, ed anche la Cina si dichiarò interessata. Il Pakistan ebbe in custodia il relitto per più di due settimane, e poi il senatore John Kerry lo fece restituire. C'è disaccordo tra gli esperti su quante informazioni possano essere state estratte dal moncone di coda. La tecnologia stealth era peraltro già apertamente osservabile su diversi velivoli ad ala fissa e sull'elicottero RAH-66 Comanche, il cui progetto non era più stato sviluppato (ottobre 2008). La copertura per la soppressione della traccia infrarossa era l'obiettivo più ovvio della curiosità del governo cinese. Si sono visti ragazzini locali che raccoglievano frammenti dello schianto per rivenderli come souvenir.

## Precedenti tentativi di catturare o uccidere Bin Laden

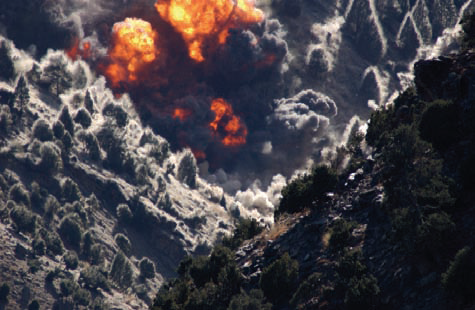
Attacchi aerei su Tora Bora nel 2001

- Nel novembre 1988 con tecnologie ed esperienza americane fu avvelenato in Afghanistan tramite Siddiq Ahmed, un sicario pagato 267 000 dollari da un principe saudita. Osama non morì ma sviluppò una patologia renale.[372][373]
- Febbraio 1994: una squadra di libici attaccò la casa di Bin Laden in Sudan. Secondo l'inchiesta della CIA, erano al soldo dell'Arabia Saudita, ma i sauditi accusarono la CIA di mentire per rendere Bin Laden più sensibile agli interessi del Sudan.[374]
- 20 agosto 1998: nell'operazione Infinite Reach[375] la marina USA lanciò 66 missili cruise contro supposti campi di addestramento di al-Qāʿida alla periferia della città afgana di Khowst, dove ci si aspettava di trovare Bin Laden. Secondo i resoconti morirono 30 persone. La missione ha comportato anche il bombardamento in Sudan, dove fu rasa al suolo con un attacco missilistico l'importante fabbrica farmaceutica di Al-Shifa, a detta dei servizi, connessa a Osama bin Laden, che stava producendo armi chimiche. Gli agenti dell'ONU constatarono tra le macerie solo la presenza di medicinali comuni, quali antimalarici che servivano a rifornire anche gli Stati vicini .[376]
- 2000: combattenti stranieri che agivano per conto della CIA spararono un razzo portatile da spalla contro un convoglio di veicoli in cui Bin Laden attraversava le montagne afgane, colpendo un veicolo, che però non era quello su cui viaggiava Bin Laden.[377]
- Dicembre 2001: nelle fasi iniziali della guerra accesa in Afghanistan in conseguenza degli attacchi dell'11 settembre, gli americani ed i loro alleati credevano che Bin Laden si nascondesse negli aspri rilievi di Tora Bora. Pur sbaragliando talebani e posizioni di al-Qāʿida, non riuscirono però ad ucciderlo o a catturarlo.[378]

## Nei media

### Filmografia
- Zero Dark Thirty, diretto da Kathryn Bigelow nel 2012 tratta dell'attività di intelligence che ha portato all'individuazione e all'uccisione di Osama bin Laden.
- Code Name: Geronimo, diretto da John Stockwell nel 2012 narra le vicende del DEVGRU dei Navy SEALs che ha preso parte all'Operazione Lancia di Nettuno.

### Saggi
- No Easy Day, scritto e pubblicato il 4 settembre 2012 da un ex-soldato dei Navy SEALs con lo pseudonimo di Mark Owen, che ha partecipato all'Operazione Lancia di Nettuno. Nella prima parte si raccontano le vicende dell'autore nei Navy SEALs mentre nella seconda parte viene raccontata la fase di preparazione e lo svolgimento dell'Operazione Lancia di Nettuno.